# Gió

Anh đào trong gió

Gió hay phong (Chữ Hán: 風, Tiếng Anh: wind) là những luồng không khí chuyển động trên quy mô lớn. Trên bề mặt của Trái Đất, gió bao gồm một khối không khí lớn chuyển động. Trong không gian vũ trụ, gió Mặt Trời là sự chuyển động của các chất khí hoặc các hạt tích điện từ Mặt Trời vào không gian, trong khi gió lưu vực là sự thoát khí của nguyên tố hóa học nhẹ chuyển từ bầu khí quyển của một hành tinh vào không gian. Gió thường được phân loại theo quy mô về không gian, tốc độ, lực tạo ra gió, các khu vực gió xảy ra, và tác động của chúng. Những cơn gió mạnh nhất được quan sát trên một hành tinh trong hệ mặt trời của chúng ta xảy ra trên Sao Hải Vương và Sao Thổ. Gió có những khía cạnh khác nhau, một là vận tốc của gió; hai là áp suất dòng khí; ba là tổng năng lượng của gió.
Trong khí tượng học, cơn gió thường được gọi theo sức mạnh của nó, và hướng gió thổi. Sự tăng tốc đột ngột của gió được gọi là cơn gió mạnh. Sự tăng tốc kéo dài (khoảng một phút) của các cơn gió mạnh được gọi là gió giật. Gió với khoảng thời gian kéo dài hơn có những cái tên khác nhau kết hợp với tốc độ trung bình của gió, chẳng hạn như gió nhẹ, gió mạnh, bão, xoáy thuận nhiệt đới và bão cuồng phong. Gió xảy ra trên các phạm vi khác nhau, từ cơn bão kéo dài hàng chục phút, cho đến gió địa phương được hình thành do sự nung nóng của bề mặt đất liền kéo dài khoảng vài giờ, cho đến gió toàn cầu do sự khác biệt trong sự hấp thụ năng lượng mặt trời giữa các vùng khí hậu trên Trái Đất. Hai nguyên nhân chính của gió hoàn lưu khí quyển quy mô lớn là sự khác biệt nhiệt độ giữa xích đạo và các cực, và vòng quay của Trái Đất (hiệu ứng Coriolis). Trong vùng nhiệt đới, hoàn lưu nhiệt thấp trên địa hình bình nguyên và cao nguyên có thể tạo ra lưu thông gió mùa. Tại các khu vực ven biển các chu kỳ gió thổi từ biển vào đất liền và ngược lại có thể được coi là gió địa phương; ở các khu vực có địa hình biến động, gió núi và gió thung lũng là những gió địa phương.
Trong nền văn minh của con người, gió đã tạo cảm hứng cho thần thoại, ảnh hưởng đến các sự kiện lịch sử, mở rộng phạm vi của các phương tiện giao thông và chiến tranh, và cung cấp nguồn năng lượng cho cơ khí, điện và giải trí. Gió đã tạo năng lượng cho các chuyển động của tàu thuyền trên các đại dương của Trái Đất. Khí cầu khí nóng sử dụng gió để có các chuyến đi ngắn, và các chuyến bay có năng lượng riêng sử dụng gió để tăng lực nâng và giảm tiêu thụ nhiên liệu. Các vùng gió giật gây ra bởi hiện tượng thời tiết khác nhau có thể dẫn đến tình huống nguy hiểm cho máy bay. Khi những cơn gió trở nên mạnh mẽ, cây xanh và công trình nhân tạo bị hư hỏng hoặc bị phá hủy.
Gió có thể tạo hình dạng cho địa hình, thông qua một loạt các quá trình trầm tích gió như sự hình thành của các loại đất màu mỡ, như đất phù sa, và cả sự xói mòn của đất. Nhờ gió, bụi từ sa mạc lớn có thể được di chuyển một khoảng cách rất lớn từ khu vực gốc của nó; gió được tăng tốc bởi địa hình gồ ghề và kết hợp với các đám bụi đã được đặt tên theo khu vực ở các bộ phận khác nhau của thế giới vì tác dụng đáng kể của chúng trên các vùng đất đó. Gió ảnh hưởng đến sự lây lan của cháy rừng. Gió phân tán hạt giống từ các loài thực vật khác nhau, tạo điều kiện cho sự tồn tại và phát tán của các loài cây, cũng như số lượng côn trùng biết bay. Khi kết hợp với không khí lạnh, gió có tác động tiêu cực đối với vật nuôi. Gió ảnh hưởng đến thực phẩm dự trữ của các loài động vật, cũng như cách thức săn bắn và chiến lược phòng thủ của chúng.

## Nguyên nhân hình thành

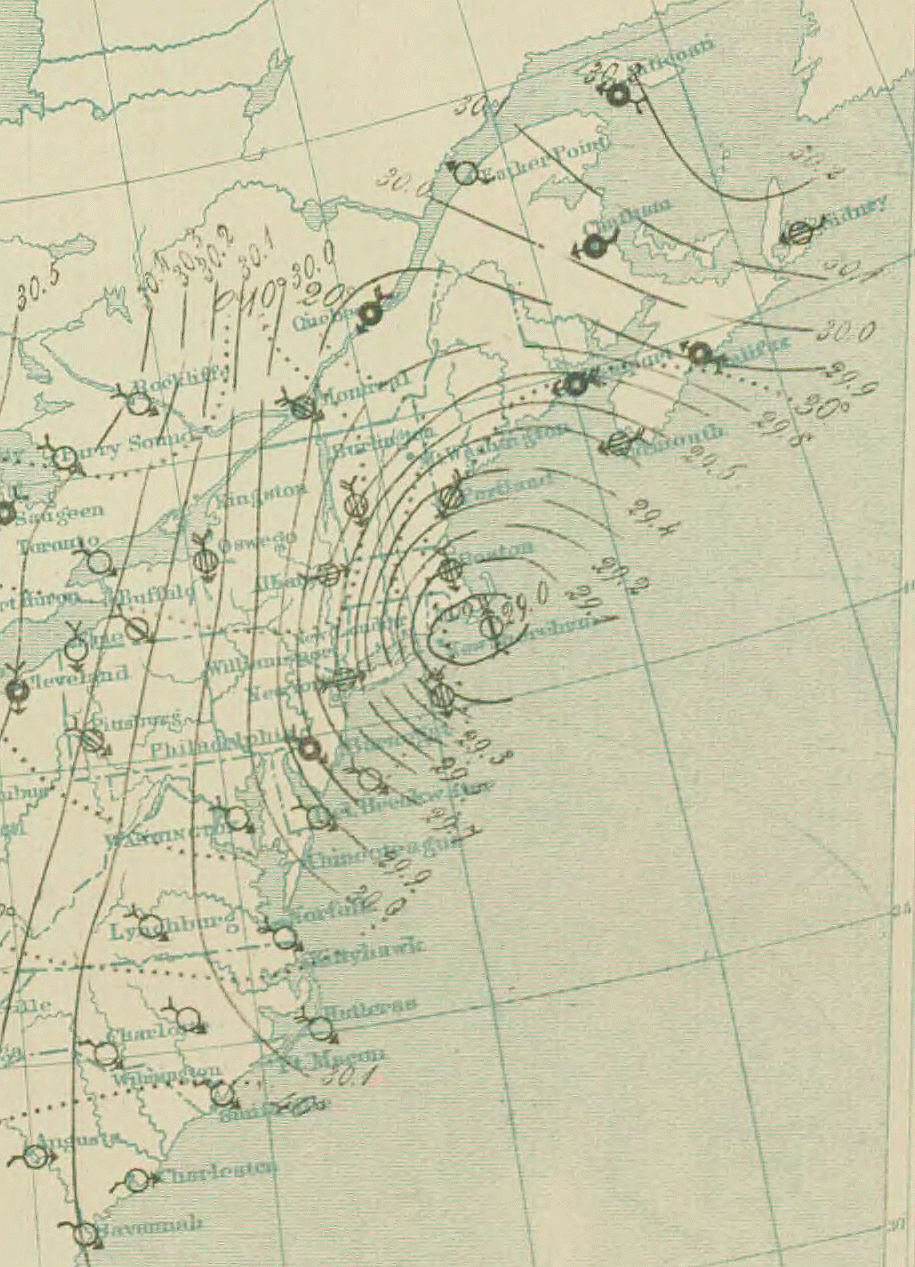
Phân tích bề mặt của Great Blizzard 1888. Những khu vực có nhiều đường đẳng áp lớn hơn cho thấy gió nhiều hơn.

Gió được tạo ra bởi sự khác biệt trong áp suất khí quyển. Khi một sự khác biệt trong áp suất khí quyển tồn tại, không khí di chuyển từ vùng có áp suất cao hơn đến các vùng áp suất thấp hơn, dẫn đến những cơn gió có tốc độ khác nhau. Trên một hành tinh quay, không khí cũng sẽ bị chệch hướng bởi hiệu ứng Coriolis, ngoại trừ trên đường xích đạo. Trên toàn cầu, hai yếu tố thúc đẩy chính của mô hình gió quy mô lớn (hoàn lưu khí quyển) là nhiệt độ khác biệt giữa xích đạo và các cực (sự khác biệt trong sự hấp thụ năng lượng mặt trời tạo ra điều này) và sự quay của hành tinh. Bên ngoài các vùng nhiệt đới và ở trên cao từ các hiệu ứng ma sát của bề mặt, gió quy mô lớn có xu hướng đạt đến cân bằng. Gần bề mặt Trái Đất, ma sát làm cho gió trở nên chậm hơn. Ma sát bề mặt cũng gây ra những cơn gió thổi vào bên trong vào các khu vực áp suất thấp nhiều hơn. Một lý thuyết gây tranh cãi mới, cho thấy grádient khí quyển được gây ra bởi sự ngưng tụ nước do rừng tích lũy gây ra một chu kỳ phản hồi tích cực của rừng hút không khí ẩm từ bờ biển.
Gió được xác định do một điểm cân bằng lực lượng vật lý được sử dụng trong phân tích kết cấu gió. Chúng rất có ích cho việc đơn giản hóa các phương trình chuyển động của khí quyển và để làm đối số định lượng về sự phân bố theo chiều ngang và chiều dọc của gió. Các thành phần gió geostrôphic là kết quả của sự cân bằng giữa lực Coriolis và lực lượng chênh áp. Nó chảy song song với đường đẳng áp và xấp xỉ với dòng chảy ở trên lớp biên khí quyển ở vĩ độ trung bình. Gió nhiệt là sự khác biệt trong gió géostrophic giữa hai mức áp suất trong khí quyển. Nó chỉ tồn tại trong một bầu không khí với gradient nhiệt độ nằm ngang. Các thành phần gió không phải geostrophic là sự khác biệt giữa thực tế và gió geostrophic, chúng chịu trách nhiệm cho việc "làm đầy" không khí bằng các lốc xoáy theo thời gian. Gió gradient tương tự như các gió geostrophic nhưng bao gồm các lực ly tâm (hoặc gia tốc hướng tâm).

## Đo lường

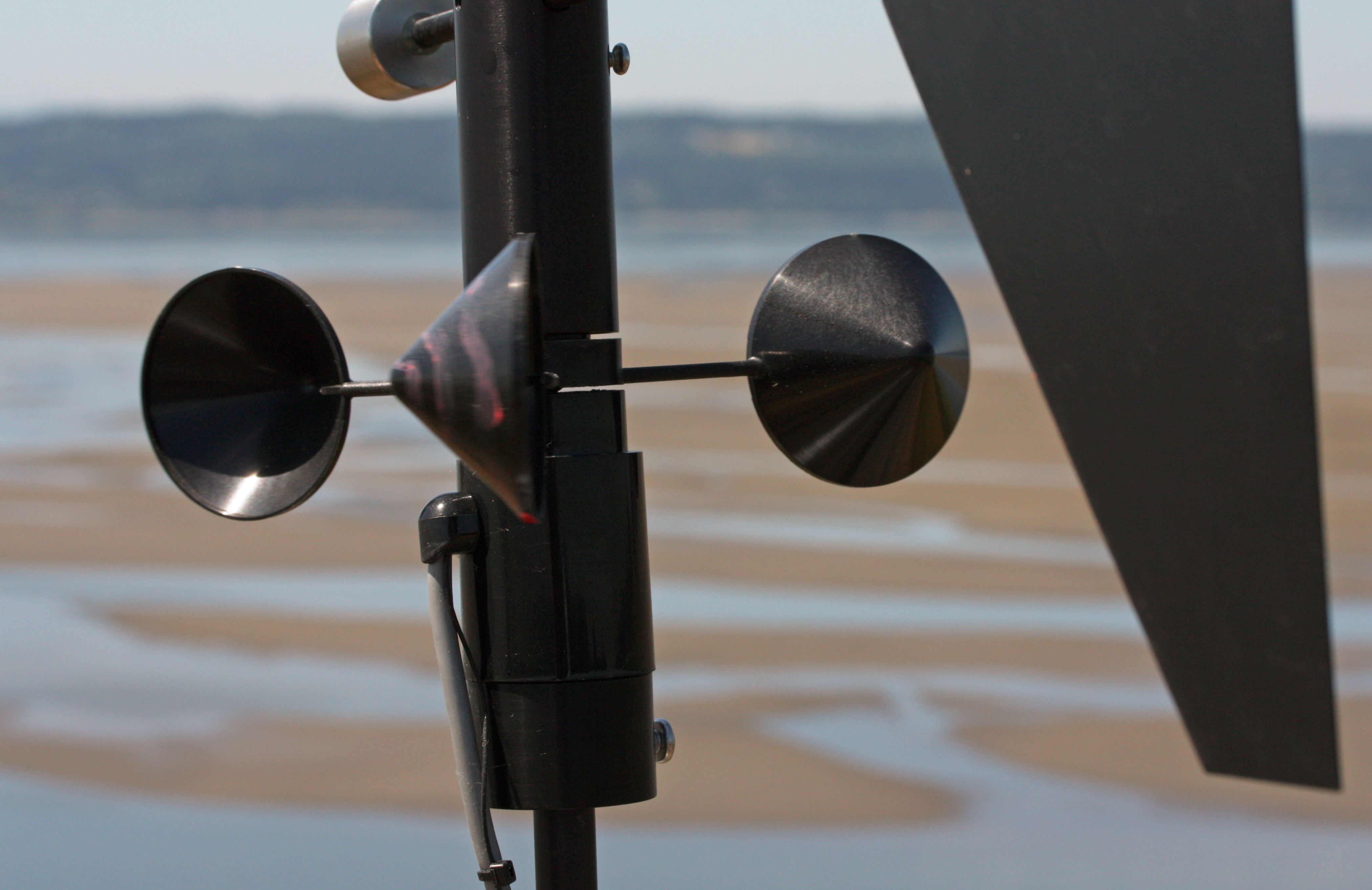
Gió kế kiểu cốc với các trục thẳng đứng

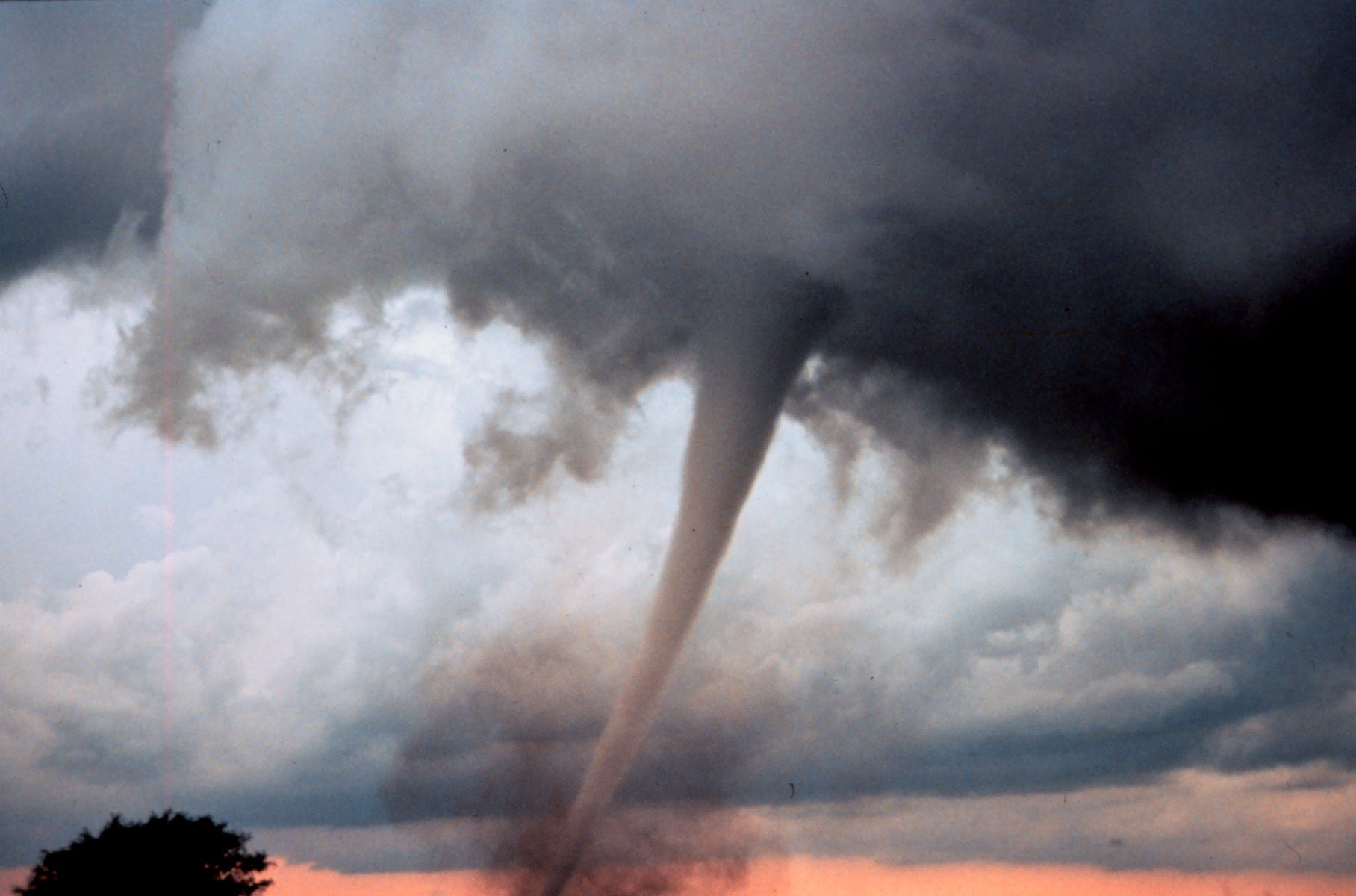
Một cơn xoáy lốc (Oklahoma, May 1999)

Hướng gió thường được biểu diễn theo hướng mà nó bắt đầu, ví dụ, một cơn gió bắc thổi từ bắc đến nam. Dự báo thời tiết dùng mũi tên để chỉ hướng gió. Tại sân bay, cờ gió dùng để chỉ hướng gió, và cũng có thể được sử dụng để ước tính tốc độ gió bằng góc nâng của cờ. Tốc độ gió được đo bằng phong tốc kế, phổ biến nhất là sử dụng cốc xoay hoặc cánh quạt. Khi phải đo với tần số cao (chẳng hạn như trong nghiên cứu), gió có thể được đo bằng tốc độ lan truyền của tín hiệu siêu âm hoặc bằng tác động của gió trên điện trở của một dây kim loại nung nóng. Một loại máy đo gió sử dụng ống pitot tận dụng lợi thế của sự khác biệt áp suất giữa ống bên trong và ống ngoài được tiếp xúc với gió để xác định áp lực động, số liệu này được sử dụng để tính toán tốc độ gió.
Tốc độ gió duy trì trên toàn cầu được báo cáo ở độ cao 10 mét (33 ft) và được tính trung bình trong 10 phút. Hoa Kỳ báo cáo gió trong khoảng 1 phút với các xoáy thuận nhiệt đới, và trung bình 2 phút trong khi quan sát thời tiết. Tại Ấn Độ báo cáo gió trong khoảng thời gian trung bình 3 phút. Khoảng thời gian trung bình lấy mẫu gió quan trọng vì vận tốc của một cơn gió duy trì một phút thường lớn hơn 14% so với cơn gió duy trì trong mười phút. Một sự bùng phát ngắn của gió tốc độ cao được gọi là một gust, một định nghĩa kỹ thuật của một gust là: tốc độ gió cao nhất vượt quá tốc độ gió thấp nhất đo được trong một thời gian mười phút khoảng 10 nút (19 km/h). Một squall là cơn gió có tốc độ gió tăng gấp đôi trên một ngưỡng nhất định, kéo dài trong một phút hoặc hơn.
Để tìm thấy gió trên cao, máy do thám xác định tốc độ gió bằng GPS, điều hướng radio hoặc định vị radar bằng đầu dò. Ngoài ra còn có thể theo dõi chuyển động vị trí của bóng thám không từ mặt đất bằng máy kinh vĩ. Các kỹ thuật viễn thám gió bao gồm SODAR, Doppler Lidar và radar, có thể đo sự dịch chuyển Doppler của bức xạ điện từ bị phân tán hoặc phản xạ của các sol khí hay phân tử lơ lửng. Máy đo bức xạ cùng với radar có thể sử dụng để đo độ nhám bề mặt của đại dương từ không gian hoặc máy bay. Hình ảnh vệ tinh địa tĩnh có thể sử dụng để ước tính gió trong suốt bầu khí quyển dựa trên khoảng cách các đám mây di chuyển từ hình ảnh này sang hình ảnh tiếp theo. Kỹ thuật gió là ngành nghiên cứu tác động của gió đến môi trường xây dựng như tòa nhà, cầu và các vật thể nhân tạo khác.

## Thang đo cường độ gió

### Thang Beaufort
Trong lịch sử, thang sức gió Beaufort (tạo ra bởi Francis Beaufort) cung cấp mô tả thực nghiệm về vận tốc gió dựa trên các điều kiện biển được quan sát. Ban đầu nó là thang 13 mức, nhưng trong những năm 1940, nó đã được mở rộng thành 17 mức. Có các thuật ngữ thông thường mà chia gió theo các vận tốc gió trung bình khác nhau như gió nhẹ, gió mạnh, gió bão hay gió bão cực mạnh. Trong thang Beaufort, gió mạnh khoảng giữa 28 hải lý trên giờ (52 km/h) và 55 hải lý trên giờ (102 km/h) cùng với các tính từ theo sau như gió mạnh trung bình, gió mạnh hơn, gió rất mạnh để chia các mức độ gió thuộc phân loại gió mạnh. Một cơn bão có gió từ 56 hải lý trên giờ (104 km/h) đến 63 hải lý trên giờ (117 km/h). Thuật ngữ khí xoáy thuận nhiệt đới có nghĩa khác nhau theo từng vùng trên thế giới. Hầu hết các bồn trũng đại dương sử dụng vận tốc gió trung bình để xác định phân loại khí xoáy thuận nhiệt đới. Dưới đây là bảng phân loại được sử dụng bởi các Trung tâm Khí hậu học Chuyên môn hóa Theo vùng trên khắp thế giới:
| Phân loại gió thông thường | Phân loại gió thông thường | Phân loại gió thông thường | Phân loại khí xoáy thuận nhiệt đới (tất cả gió trung bình 10 phút) | Phân loại khí xoáy thuận nhiệt đới (tất cả gió trung bình 10 phút) | Phân loại khí xoáy thuận nhiệt đới (tất cả gió trung bình 10 phút) | Phân loại khí xoáy thuận nhiệt đới (tất cả gió trung bình 10 phút) | Phân loại khí xoáy thuận nhiệt đới (tất cả gió trung bình 10 phút) | Phân loại khí xoáy thuận nhiệt đới (tất cả gió trung bình 10 phút) | Phân loại khí xoáy thuận nhiệt đới (tất cả gió trung bình 10 phút) |
| Thang Beaufort             | Gió kéo dài 10 phút (nút)  | Gió kéo dài 10 phút (km/h) | Thuật ngữ chung                                                    | Bắc Ấn Độ Dương IMD                                                | Đông Nam Ấn Độ Dương MF                                            | Vùng châu Úc Nam Thái Bình Dương BoM, BMKG, FMS, MSNZ              | Tây Bắc Thái Bình Dương JMA                                        | Tây Bắc Thái Bình Dương JTWC                                       | Đông Bắc Thái Bình Dương & Bắc Đại Tây Dương NHC & CPHC            |
| -------------------------- | -------------------------- | -------------------------- | ------------------------------------------------------------------ | ------------------------------------------------------------------ | ------------------------------------------------------------------ | ------------------------------------------------------------------ | ------------------------------------------------------------------ | ------------------------------------------------------------------ | ------------------------------------------------------------------ |
| 0                          | <1                         | <2                         | Êm đềm                                                             | Vùng áp suất thấp                                                  | Xáo động nhiệt đới                                                 | Nhiệt đới thấp Áp thấp nhiệt đới                                   | Áp thấp nhiệt đới                                                  | Áp thấp nhiệt đới                                                  | Áp thấp nhiệt đới                                                  |
| 1                          | 1–3                        | 2–6                        | Gió rất nhẹ                                                        | Vùng áp suất thấp                                                  | Xáo động nhiệt đới                                                 | Nhiệt đới thấp Áp thấp nhiệt đới                                   | Áp thấp nhiệt đới                                                  | Áp thấp nhiệt đới                                                  | Áp thấp nhiệt đới                                                  |
| 2                          | 4–6                        | 7–11                       | Gió nhẹ vừa phải                                                   | Vùng áp suất thấp                                                  | Xáo động nhiệt đới                                                 | Nhiệt đới thấp Áp thấp nhiệt đới                                   | Áp thấp nhiệt đới                                                  | Áp thấp nhiệt đới                                                  | Áp thấp nhiệt đới                                                  |
| 3                          | 7–10                       | 13–19                      | Gió nhẹ                                                            | Vùng áp suất thấp                                                  | Xáo động nhiệt đới                                                 | Nhiệt đới thấp Áp thấp nhiệt đới                                   | Áp thấp nhiệt đới                                                  | Áp thấp nhiệt đới                                                  | Áp thấp nhiệt đới                                                  |
| 4                          | 11–16                      | 20–30                      | Gió vừa phải                                                       | Vùng áp suất thấp                                                  | Xáo động nhiệt đới                                                 | Nhiệt đới thấp Áp thấp nhiệt đới                                   | Áp thấp nhiệt đới                                                  | Áp thấp nhiệt đới                                                  | Áp thấp nhiệt đới                                                  |
| 5                          | 17–21                      | 31–39                      | Gió mạnh vừa phải                                                  | Áp thấp                                                            | Xáo động nhiệt đới                                                 | Nhiệt đới thấp Áp thấp nhiệt đới                                   | Áp thấp nhiệt đới                                                  | Áp thấp nhiệt đới                                                  | Áp thấp nhiệt đới                                                  |
| 6                          | 22–27                      | 41–50                      | Gió mạnh                                                           | Áp thấp                                                            | Xáo động nhiệt đới                                                 | Nhiệt đới thấp Áp thấp nhiệt đới                                   | Áp thấp nhiệt đới                                                  | Áp thấp nhiệt đới                                                  | Áp thấp nhiệt đới                                                  |
| 7                          | 28–29                      | 52–54                      | Gió mạnh                                                           | Áp thấp sâu                                                        | Áp thấp nhiệt đới                                                  | Nhiệt đới thấp Áp thấp nhiệt đới                                   | Áp thấp nhiệt đới                                                  | Áp thấp nhiệt đới                                                  | Áp thấp nhiệt đới                                                  |
| 7                          | 30–33                      | 56–61                      | Gió mạnh                                                           | Áp thấp sâu                                                        | Áp thấp nhiệt đới                                                  | Nhiệt đới thấp Áp thấp nhiệt đới                                   | Áp thấp nhiệt đới                                                  | Áp thấp nhiệt đới                                                  | Áp thấp nhiệt đới                                                  |
| 8                          | 34–40                      | 63–74                      | Gió mạnh hơn                                                       | Bão xoáy thuận                                                     | Bão nhiệt đới trung bình                                           | Khí xoáy thuận nhiệt đới (1)                                       | Bão nhiệt đới                                                      | Bão nhiệt đới                                                      | Bão nhiệt đới                                                      |
| 9                          | 41–47                      | 76–87                      | Gió rất mạnh                                                       | Bão xoáy thuận                                                     | Bão nhiệt đới trung bình                                           | Khí xoáy thuận nhiệt đới (1)                                       | Bão nhiệt đới                                                      | Bão nhiệt đới                                                      | Bão nhiệt đới                                                      |
| 10                         | 48–55                      | 89–102                     | Gió bão                                                            | Bão xoáy thuận mạnh                                                | Bão nhiệt đới mạnh                                                 | Khí xoáy thuận nhiệt đới (2)                                       | Bão nhiệt đới mạnh                                                 | Bão nhiệt đới                                                      | Bão nhiệt đới                                                      |
| 11                         | 56–63                      | 104–117                    | Gió bão dữ dội                                                     | Bão xoáy thuận mạnh                                                | Bão nhiệt đới mạnh                                                 | Khí xoáy thuận nhiệt đới (2)                                       | Bão nhiệt đới mạnh                                                 | Bão nhiệt đới                                                      | Bão nhiệt đới                                                      |
| 12                         | 64–72                      | 119–133                    | Gió bão cực mạnh                                                   | Bão xoáy thuận nhiệt đới rất mạnh                                  | Khí xoáy thuận nhiệt đới                                           | Khí xoáy thuận nhiệt đới mạnh (3)                                  | Bão nhiệt đới dữ dội Tây Thái Bình Dương                           | Bão nhiệt đới dữ dội Tây Thái Bình Dương                           | Gió bão cực mạnh (1)                                               |
| 13                         | 73–85                      | 135–157                    | Gió bão cực mạnh                                                   | Bão xoáy thuận nhiệt đới rất mạnh                                  | Khí xoáy thuận nhiệt đới                                           | Khí xoáy thuận nhiệt đới mạnh (3)                                  | Bão nhiệt đới dữ dội Tây Thái Bình Dương                           | Bão nhiệt đới dữ dội Tây Thái Bình Dương                           | Gió bão cực mạnh (2)                                               |
| 14                         | 86–89                      | 159–165                    | Gió bão cực mạnh                                                   | Bão xoáy thuận nhiệt đới rất mạnh                                  | Khí xoáy thuận nhiệt đới                                           | Khí xoáy thuận nhiệt đới mạnh (4)                                  | Bão nhiệt đới dữ dội Tây Thái Bình Dương                           | Bão nhiệt đới dữ dội Tây Thái Bình Dương                           | Gió bão cực kỳ mạnh (3)                                            |
| 15                         | 90–99                      | 167–183                    | Gió bão cực mạnh                                                   | Bão xoáy thuận nhiệt đới rất mạnh                                  | Khí xoáy thuận nhiệt đới tăng cường                                | Khí xoáy thuận nhiệt đới mạnh (4)                                  | Bão nhiệt đới dữ dội Tây Thái Bình Dương                           | Bão nhiệt đới dữ dội Tây Thái Bình Dương                           | Gió bão cực kỳ mạnh (3)                                            |
| 16                         | 100–106                    | 185–196                    | Gió bão cực mạnh                                                   | Bão xoáy thuận nhiệt đới rất mạnh                                  | Khí xoáy thuận nhiệt đới tăng cường                                | Khí xoáy thuận nhiệt đới mạnh (4)                                  | Bão nhiệt đới dữ dội Tây Thái Bình Dương                           | Bão nhiệt đới dữ dội Tây Thái Bình Dương                           | Gió bão cực kỳ mạnh (4)                                            |
| 17                         | 107–114                    | 198–211                    | Gió bão cực mạnh                                                   | Bão xoáy thuận nhiệt đới rất mạnh                                  | Khí xoáy thuận nhiệt đới tăng cường                                | Khí xoáy thuận nhiệt đới mạnh (5)                                  | Bão nhiệt đới dữ dội Tây Thái Bình Dương                           | Bão nhiệt đới dữ dội Tây Thái Bình Dương                           | Gió bão cực kỳ mạnh (4)                                            |
| 17                         | 115–119                    | 213–220                    | Gió bão cực mạnh                                                   | Bão xoáy thuận nhiệt đới rất mạnh                                  | Khí xoáy thuận nhiệt đới rất mạnh                                  | Khí xoáy thuận nhiệt đới mạnh (5)                                  | Bão nhiệt đới dữ dội Tây Thái Bình Dương                           | Siêu bão nhiệt đới dữ dội Tây Thái Bình Dương                      | Gió bão cực kỳ mạnh (4)                                            |
| 17                         | >120                       | >222                       | Gió bão cực mạnh                                                   | Siêu bão xoáy thuận                                                | Khí xoáy thuận nhiệt đới rất mạnh                                  | Khí xoáy thuận nhiệt đới mạnh (5)                                  | Bão nhiệt đới dữ dội Tây Thái Bình Dương                           | Siêu bão nhiệt đới dữ dội Tây Thái Bình Dương                      | Gió bão cực kỳ mạnh (5)                                            |

### Thang độ Fujita cải tiến
Thang độ Fujita cải tiến (Thang EF) đánh giá sức mạnh của lốc xoáy tại Hoa Kỳ theo độ hủy diệt mà lốc xoáy gây nên, gồm 6 cấp:
| Cấp | Tốc độ gió | Tốc độ gió | Tần số tương đối | Tiềm năng tàn phá | Tiềm năng tàn phá      |
| Cấp | mph        | km/h       | Tần số tương đối | Tiềm năng tàn phá | Tiềm năng tàn phá      |
| EF0 | 65–85      | 105–137    | 53,5%            | Thiệt hại nhỏ hoặc không thiệt hại. Bóc bề mặt một số mái nhà, gây thiệt hại cho máng dẫn nước mưa hoặc ván gỗ bên ngoài nhà, cành cây bị gãy, cây rễ nông bị đẩy lên. Lốc xoáy được xác nhận nhưng không gây thiệt hại.                                                                     | Ví dụ về thiệt hại EF0 |
| EF1 | 86–110     | 138–178    | 31,6%            | Thiệt hại trung bình. Mái nhà bị lật năng nề, nhà di động bị lật ngược hoặc tàn phá lớn, mất cửa ra vào, cửa sổ và những vật kính khác bị vỡ. | Ví dụ thiệt hại EF1    |
| EF2 | 111–135    | 179–218    | 10,7%            | Thiệt hại đáng kể. Mái nhà bị lật khỏi nhà được xây dựng kiên cố, móng nhà bị di chuyển, nhà di động bị phá hủy hoàn toàn, cây lớn bật rễ, những vật nhẹ bay lên trời, ô tô bị nâng lên khỏi mặt đất.                                                                                        | Ví dụ thiệt hại EF2    |
| EF3 | 136–165    | 219–266    | 3,4%             | Thiệt hại nghiêm trọng. Toàn bộ các tầng của nhà xây dựng kiên cố bị phá hủy, gây thiệt hại nghiêm trọng đến những tòa nhà lớn, ví dụ như trung tâm thương mại, tàu hỏa bị lật, cây cối bật gốc, xe lớn bị nâng lên khỏi mặt đất và bị ném đi, những công trình móng yếu bị tàn phá nặng nề. | Ví dụ thiệt hại EF3    |
| EF4 | 166–200    | 267–322    | 0,7%             | Thiệt hại cực lớn. Nhà được xây dựng kiên cố và toàn bộ khung nhà bị san bằng hoàn toàn, ô tô và các vật lớn khác bay lên trời. | Ví dụ thiệt hại EF4    |
| EF5 | >200       | >322       | <0,1%            | Phá hủy hoàn toàn. Những nhà có khung nhà khỏe, được xây dựng kiên cố bị san bằng với móng nhà trôi đi, kết cấu bê tông cốt thép bị tàn phá nặng, nhà cao tầng sụp đổ hoặc bị thay đổi cấu trúc nghiêm trọng.                                                                                | Ví dụ thiệt hại EF5    |

### Mô hình trạm đo

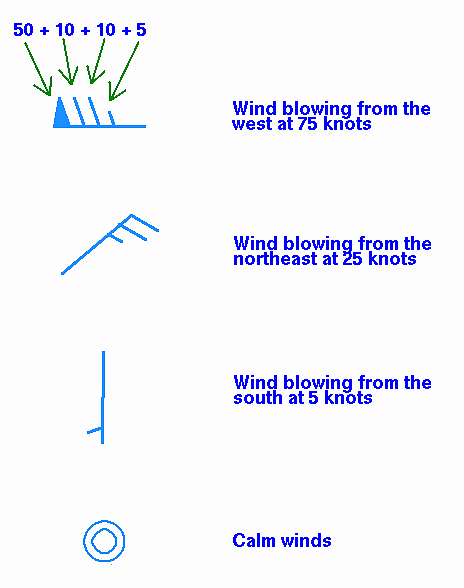
Phác họa gió tại một mô hình trạm đo

Mô hình trạm đo phác họa trên bề mặt bản đồ thời tiết thanh gió để diễn tả cả hướng gió và tốc độ. Thanh gió thể hiện tốc độ bằng "cờ" ở cuối.
- Một nửa cờ thể hiện gió 5 hải lý trên giờ (9,3 km/h).
- Một cái cờ thể hiện gió 10 hải lý trên giờ (19 km/h).
- Mỗi hình tam giác thể hiện gió 50 hải lý trên giờ (93 km/h).[24]

Gió được thể hiện là thổi từ hướng thanh gió hướng vào. Do đó, một cơn gió đông bắc sẽ được biểu diễn với một đường thẳng bắt đầu từ đầu có cờ chỉ tốc độ hướng về phía đông bắc. Khi đã được phác họa trên bản đồ, một phân tích đường đẳng lưu tốc (đường với vận tốc gió bằng nhau) có thể được thực hiện. Đường đẳng lưu tốc đặc biệt hữu ích trong việc chẩn đoán vị trí của dòng phản lực trên đồ thị hằng số áp suất cấp độ cao, và thường lớn hơn hoặc bằng 300 hPa.

## Năng lượng gió
Năng lượng gió là động năng của gió chuyển động. Động năng của một khối khí có khối lượng m với vận tốc v là ½ m v2. Để tìm khối lượng của khối khí đi qua một diện tích A vuông góc với vận tốc của nó, ta nhân thể tích của nó sau thời gian t trôi qua với khối lượng riêng của khí ρ, ta có m = A v t ρ. Vậy nên, ta có thể tìm được tổng năng lượng gió:
{\displaystyle E={\frac {1}{2}}\rho Av^{3}t}
Đạo hàm theo thời gian để tìm tốc độ tăng của năng lượng, ta có tổng công suất gió là:
{\displaystyle P=dE/dt={\frac {1}{2}}\rho Av^{3}}
Năng lượng gió vì thế tỷ lệ với lũy thừa bậc ba của vận tốc gió.

### Công suất turbine gió lý thuyết
Tổng công suất gió chỉ có thể đạt được khi vận tốc gió giảm xuống không. Trong turbine gió thực tế điều này không thể xảy ra, vì lượng không khí đi vào cũng phải đi ra khỏi turbine. Cần phải tính đến mối quan hệ giữa vận tốc gió đi vào và đi ra. Sử dụng khái niệm ống dòng chảy, công suất gió thu được tối đa bởi một turbine gió là 59% tổng công suất gió lý thuyết (xem định luật Betz).

### Công suất turbine gió thực tế
Những tổn thất như là ma sát và lực kéo rô tơ turbine, tổn thất hộp số, tổn thất máy phát và biến áp, giảm công suất tạo ra bởi một turbine gió. Mối quan hệ cơ bản mà công suất tuabin xấp xỉ tỷ lệ với lỹu thừa bậc ba của vận tốc vẫn đúng.

## Khí hậu địa cầu

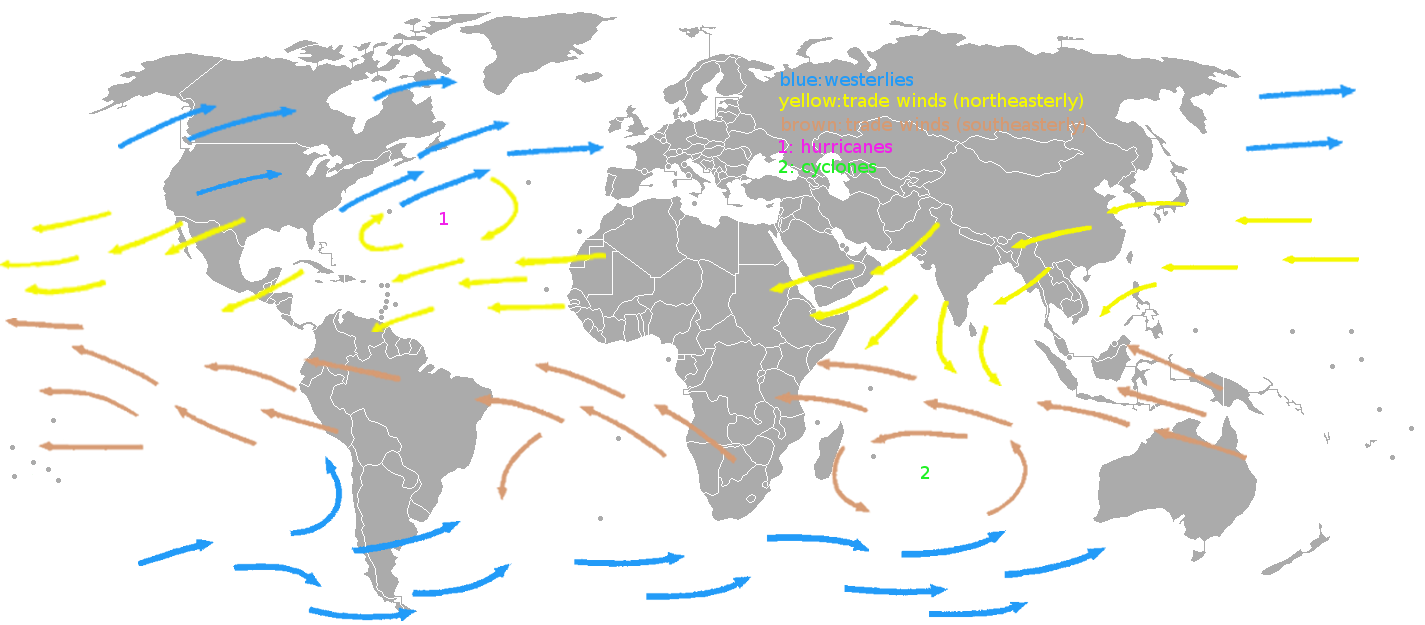
Gió tây và gió mậu dịch

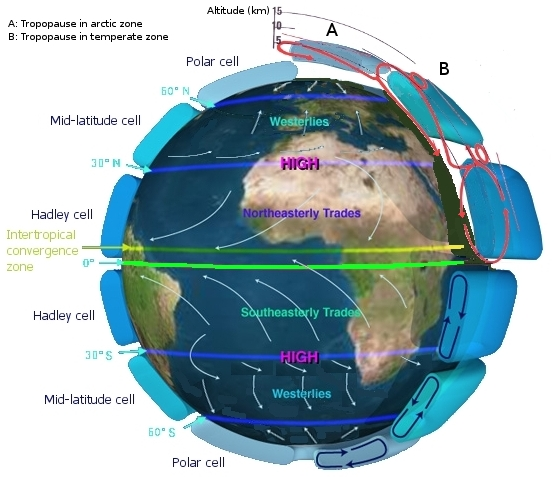
Gió là một phần của sự lưu hành khí quyển Trái Đất

Gió đông thống trị dòng chảy qua các cực, còn gió tây thổi qua các vĩ độ trung bình của Trái Đất, hướng về phía cực của rãnh cận nhiệt đới, trong khí gió đông lại thống trị vùng nhiệt đới.
Ngay dưới rãnh cận xích đạo là đới lặng gió cận xích đạo, hay vĩ độ ngựa, nơi gió nhẹ hơn. Nhiều sa mạc của Trái Đất nằm gần các vĩ tuyến của rãnh cận nhiệt đới, nơi sự hạ nhiệt độ giảm độ ẩm tương đối của khối khí. Gió lớn nhất là ở những vĩ độ trung bình nơi khí lạnh từ cực gặp khí ấm từ vùng nhiệt đới.

### Gió nhiệt đới
Gió mậu dịch là loại phổ biến của gió đông ở vùng nhiệt đới về phía xích đạo Trái Đất. Gió mậu dịch thổi chủ yếu từ phía đông bắc bán cầu bắc và từ phía đông nam bán cầu nam. Gió mậu dịch có vai trò làm dòng lái cho xoáy thuận nhiệt đới hình thành phía trên các đại dương trên thế giới. Gió mậu dịch cũng lái bụi châu Phi về phía tây qua Đại Tây Dương đến vùng Caribe, cũng như các phần của đông nam Bắc Mỹ.
Gió mùa là gió theo mùa kéo dài vài tháng ở vùng nhiệt đới. Trong tiếng Anh, gió mùa là monsoon, từ này được sử dụng lần đầu trong tiếng Anh tại Ấn Độ, Bangladesh, Pakistan, và các quốc gia lân cận để đề cập đến loại gió theo mùa lớn thổi từ Ấn Độ Dương và biển Ả Rập ở vùng tây nam mang lượng mưa lớn đến khu vực này. Sự phát triển về phía cực được tăng tốc bởi sự phát triển nhiệt thấp qua lục địa châu Á, châu Phi và Bắc Mỹ trong tháng 5 đến tháng 7 và qua Úc trong tháng 12.

### Gió tây và ảnh hưởng

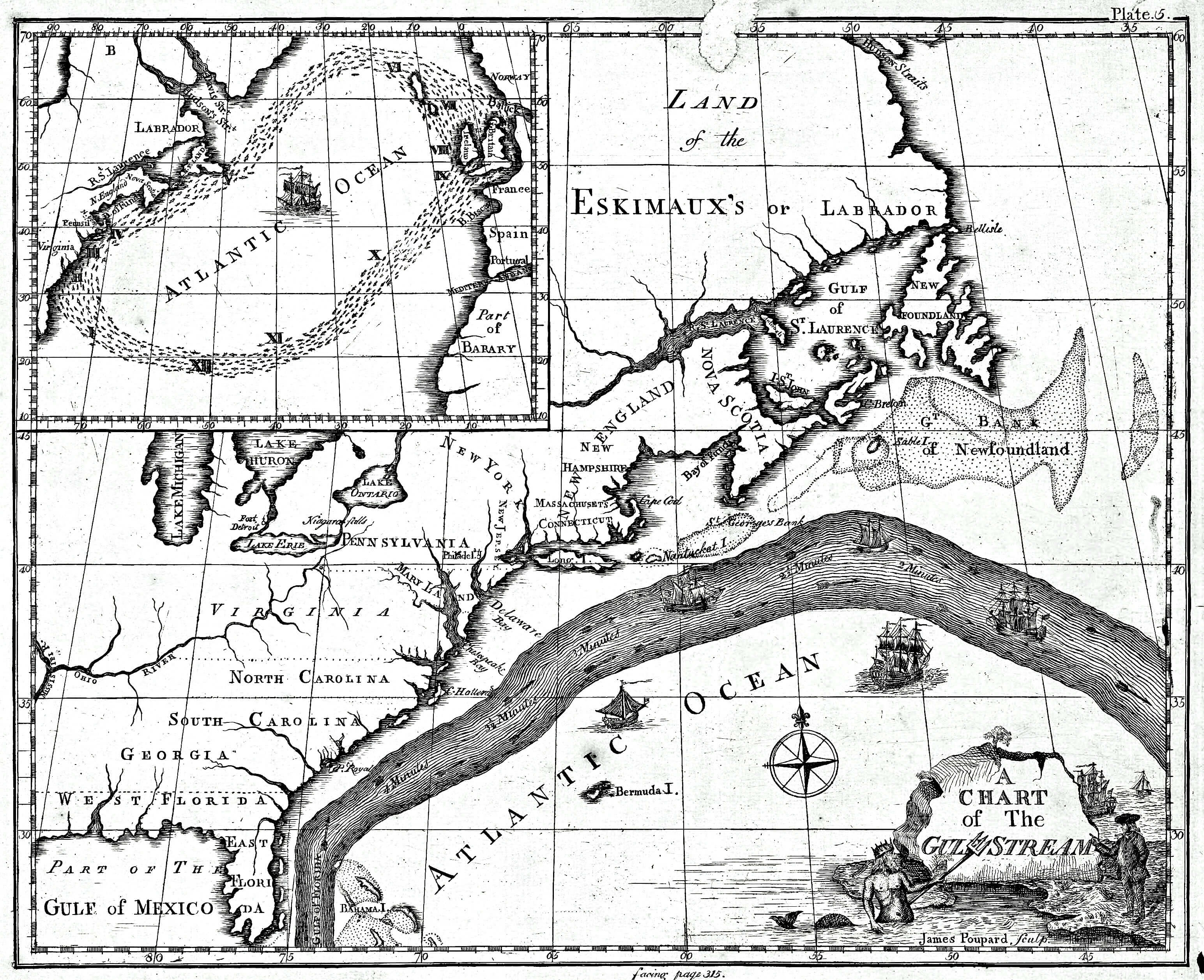
Bản đồ Hải lưu Gulf Stream của Benjamin Franklin

Gió tây hay gió tây chủ đạo là gió chủ đạo ở vĩ độ trung bình giữa 35 và 65 độ vĩ. Gió chủ đạo này thổi từ phía tây sang phía đông, và lái khí xoáy ngoại nhiệt đới theo cách này. Gió này chủ yếu bắt đầu từ phía tây nam bán cầu bắc và tây bắc bán cầi nam. Chúng mạnh nhất vào mùa đông khi áp suất thấp hơn ở các cực, và yếu nhất vào mùa hè khi áp suất lớn hơn ở các cực.
Cùng với gió mậu dịch, gió tây tạo thuận lợi cho chuyến đi hai chiều cho thuyền buồm thương mại đi qua Đại Tây Dương và Thái Bình Dương, vì gió tây dẫn đến sự phát triển của dòng đại dương mạnh tại phía tây của các đại dương trên cả hai bán cầu qua quá trình tăng cường phía tây. Các dòng hải lưu phía tây này vận chuyển nước ấm cận nhiệt đới về các vùng cực. Các đợt gió tây có thể đặc biệt mạnh, đặc biệt là ở Nam bán cầu, nơi có ít đất hơn ở vĩ độ trung bình để làm cho mô hình dòng chảy khuếch đại khiến gió chậm lại. Những cơn gió tây mạnh nhất ở vĩ độ trung bình nằm trong dải được gọi là Roaring Forties, từ 40 đến 50 độ vĩ nam của đường xích đạo. Gió tây đóng một vai trò quan trọng trong việc mang theo các vùng biển ấm áp, xích đạo và gió đến các bờ biển phía tây của các lục địa, đặc biệt là ở Nam bán cầu do có đại dương rộng lớn.

### Gió đông cực
Gió đông cực là gió chủ đạo khô, lạnh và thổi từ vùng áp suất cao ở cực bắc và cực nam về phía vùng áp suất thấp trong vùng gió tây ở độ cao lớn. Không giống như gió tây, loại gió chủ đạo này thổi từ phía đông sang phía tây, thường yếu và không đều. Vì góc Mặt Trời thấp, khí lạnh tích tụ và lắng xuống tại cực tạo ra vùng bề mặt áp suất cao, tạo ra dòng chảy khí về phía xích đạo; dòng chảy ra này bị lệch về hướng tây bởi hiệu ứng Coriolis.

## Đánh giá địa phương

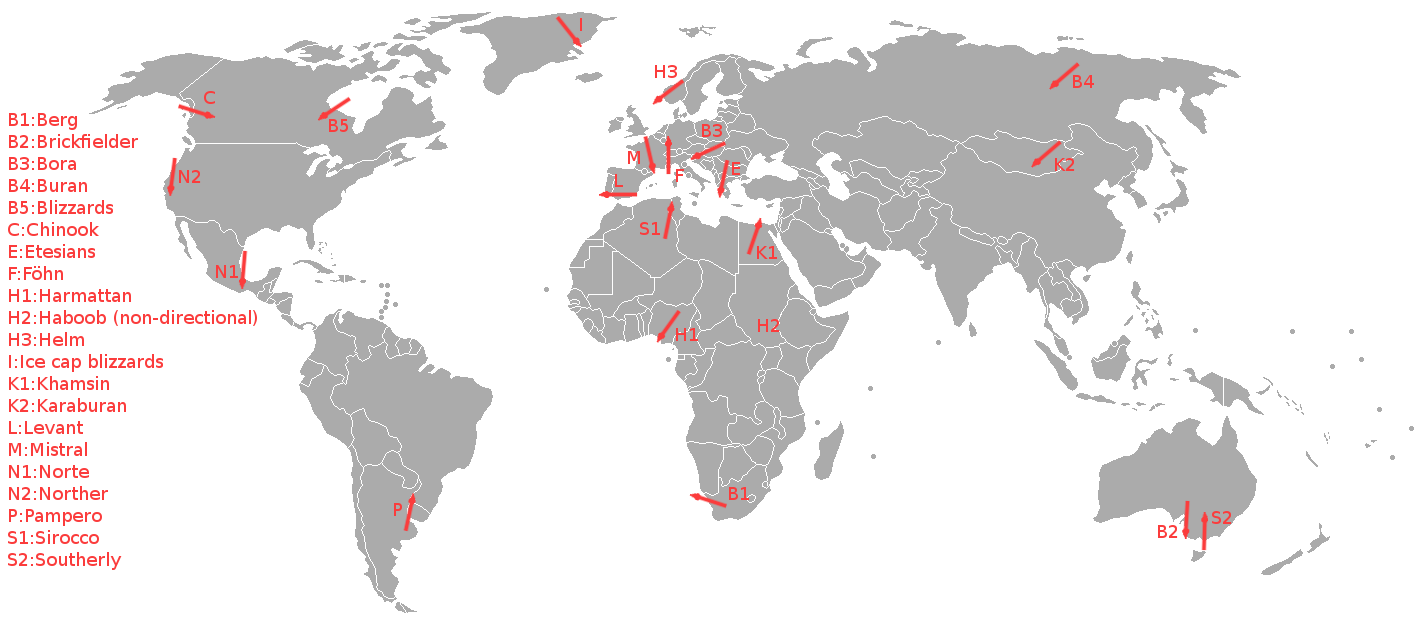
Gió địa phương trên thế giới. Những loại gió này hình thành bằng cách làm nóng đất (từ núi hoặc địa hình bằng phẳng)

### Gió biển và gió đất

A: Gió biển (xảy ra vào ban ngày), B: Gió đất (xảy ra vào ban đêm)

Tại vùng bờ biển, gió biển và gió đất có thể là các yếu tố quan trọng trong vị trí gió chủ đạo. Biển được làm nóng bởi Mặt Trời chậm hơn bởi vì nước có nhiệt riêng lớn hơn so với đất. Khi nhiệt độ bề mặt đất tăng liên, đất làm nóng không khí ở phía trên bằng sự truyền dẫn. Khí ấm loãng hơn môi trường xung quanh và nổi lên. Điều này tạo ra građien nhiệt khoảng 2 milibar từ đại dương đến đất liền. Không khí lạnh hơn ở trên biển, bây giờ với áp suất mực nước biển cao hơn (không gian trên biển là không gian mở, nên khi nhiệt độ giảm thì áp suất cao hơn do các phân tử khí dịch chuyển sát lại gần nhau, thể tích khối không khí co vào - còn nếu trong trường hợp là không gian kín thì xảy ra ngược lại), chảy về đất liền nơi có áp suấp thấp hơn, tạo ra gió lạnh hơn gần bờ biển. Khi gió quy mô lớn lặng lại, độ bền của gió biển tỷ lệ thuận với chênh lệch nhiệt độ giữa đất và biển. Nếu gió ngoài khơi 8 hải lý trên giờ (15 km/h) tồn tại, gió biển không có nhiều khả năng hình thành.
Vào buổi tối, đất lạnh đi nhanh hơn đại dương do sự chênh lệch giá trị nhiệt riêng của chúng. Sự thay đổi nhiệt độ này khiến gió biển ban ngày giải phóng nhiệt. Khi nhiệt độ phía bờ biển giảm xuống dưới nhiệt độ ngoài khơi, áp suất trên nước sẽ nhiều hơn áp suất trên đất, tạo ra gió đất, miễn là gió bờ biển không đủ mạnh để phản lại nó.

## Ứng dụng của gió

### Lịch sử

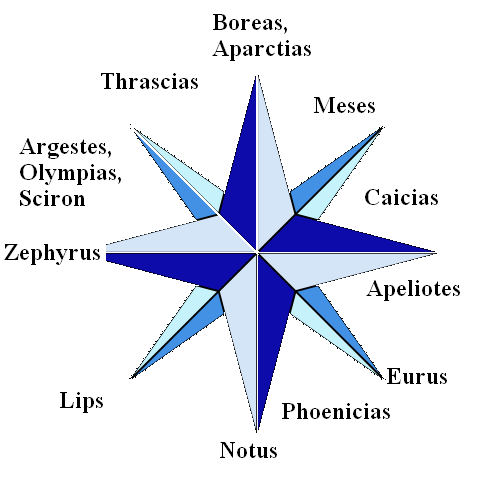
Gió theo Aristotle.

Vì là thế lực tự nhiên, gió thường được nhân hóa thành thần gió hoặc ví như năng lực siêu nhiên trong nhiều văn hóa. Vayu là thần gió Hindu. Thần gió Hy Lạp bao gồm Boreas, Notus, Eurus, và Zephyrus. Aeolus là người cai quản hoặc bảo hộ bốn loại gió, ông còn được mô tả là Astraeus, vị thần bóng tối có con là bốn loại gió với Nữ thần bình minh. Người Hy Lạp cổ đại cũng quan sát sự thay đổi theo mùa của gió, bằng chứng là Tháp Gió ở Athens. Venti là thần gió La Mã. Fūjin là thần gió Nhật Bản và là một trong những vị thần đạo lớn tuổi nhất. Theo truyền thuyết, ông có mặt lúc thế giới hình thành và cho gió ra khỏi túi của ông để làm sạch thế giới sương mù. Trong thần thoại Bắc Âu, Njord là thần gió. Cũng có bốn dvärgar (người lùn Bắc Âu), lần lượt là Norðri, Suðri, Austri và Vestri, và bốn con hươu đực của Yggdrasil, nhân hóa cho bốn loại gió, song song với bốn thần gió Hy Lạp. Stribog là tên của thần gió, bầu trời và không khí trong thần thoại Slav. Người ta cho rằng ông ấy là tổ tiên (ông) của gió theo tám hướng.

### Giao thông vận tải

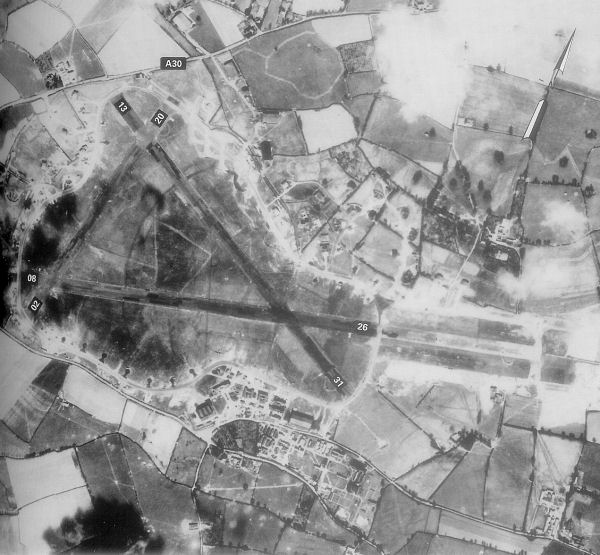
Trường bay RAF Exeter ngày 20 tháng 5 năm 1944, cho thấy bố trí của đường băng cho phép máy bay cất và hạ cánh theo gió

Có nhiều loại thuyền buồm khác nhau, nhưng chúng đều có chung những đặc điểm cơ bản. Ngoại trừ đối với thuyền rô tơ sở dụng hiệu ứng Magnus, mỗi thuyền buồm đều có một thân tàu, dây buồm và ít nhất một cột buồm để giữ buồm cung cấp năng lượng từ gió cho thuyền. Các chuyến đi biển bằng thuyền buồm có thể kéo dài hàng tháng, và một hiểm họa phổ biến là thuyền chững lại vì thiếu gió, hoặc bị thổi lệch hướng bởi bão lớn hoặc gió mà không thổi về hướng mong muốn. Một trận bão lớn có thể dẫn đến đắm tàu và mất lái. Thuyền buồm cũng có thể mang theo đồ đạc chứa trong khoang, nên họ có thể lên kế hoạch cho chuyến đi biển dài một cách kỹ lưỡng để có lương thực thích hợp, bao gồm cả nước ngọt.
Đối với máy bay khí động lực học, gió ảnh hưởng đến tốc độ máy bay trên đường băng, và trong trường hợp các phương tiện nhẹ-hơn-không-khí, gió có thể đóng một vai trò đáng kể hoặc độc nhất trong việc dị chuyển và theo dõi mặt đất. Vận tốc của gió bề mặt thường là yếu tố cơ bản quyết định hướng vận hành chuyến bay tại sân bay, và đường băng trường bay được xếp thành hàng theo hướng gió phổ biến của khu vực. Trong khi cất cánh với gió xuôi có thể có thể cần thiết trong một số trường hợp nhất định, gió ngược thường là lý tưởng. Gió xuôi làm tăng khoảng cách cất cánh cần thiết và giảm građien tăng độ cao.

### Năng lượng

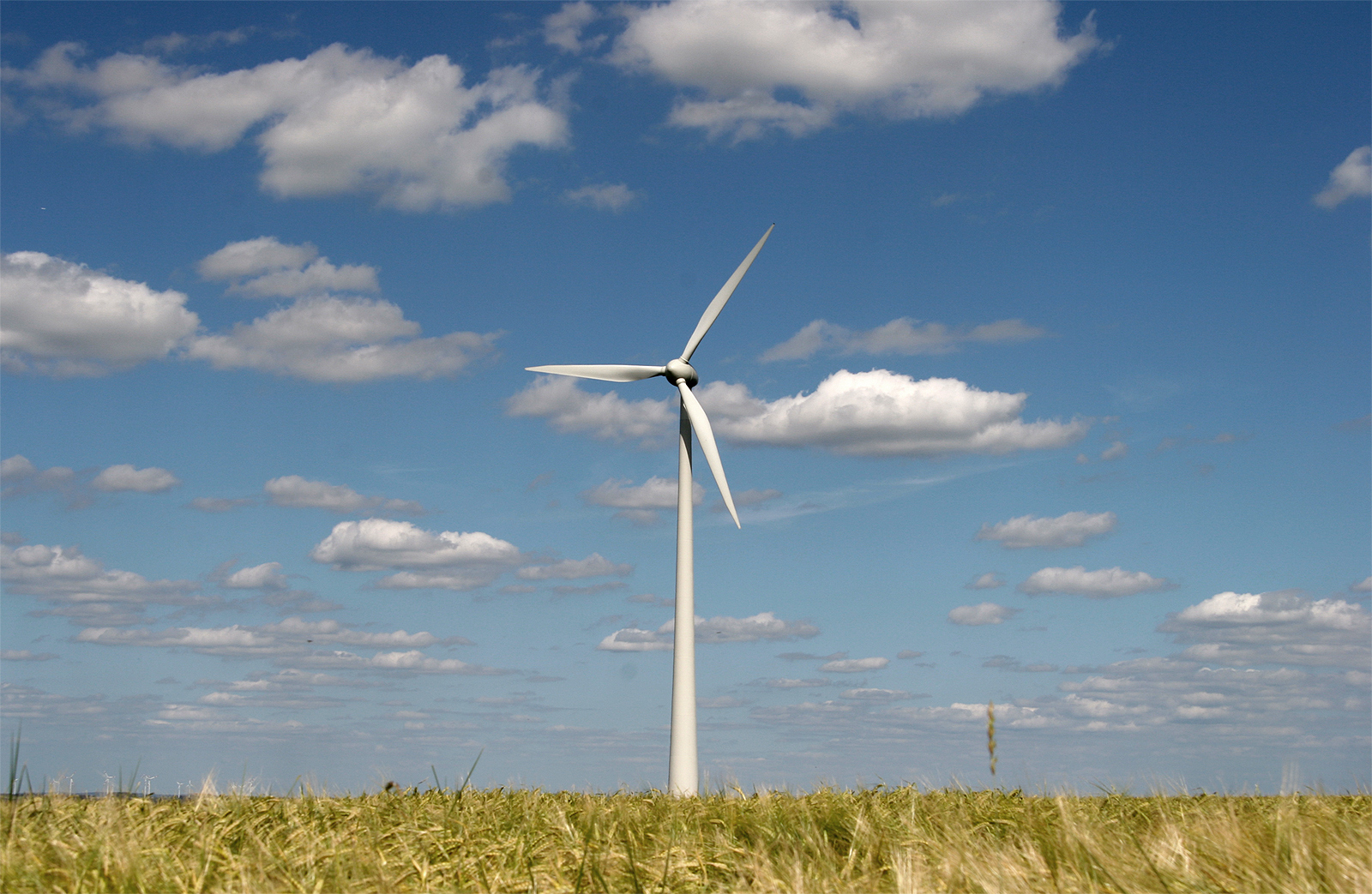
Turbine gió tạo ra điện từ năng lượng gió.

Trong lịch sử, người Sinhala cổ của Anuradhapura và các thành phố khác xung quanh Sri Lanka sử dụng gió mùa để cung cấp năng lượng cho lò luyện kim từ năm 300 TCN. Lò luyện kim được xây dựng theo đường gió mùa để khai thác năng lượng gió, để tăng năng lượng bên trong lên đến 1.200 °C (2.190 °F). Một tham chiếu lịch sử về một chiếc cối xay gió thô sơ được sử dụng để cung cấp năng lượng cho đàn organ trong thế kỷ I. Cối xay gió thực tế đầu tiên sau này được xây dựng ở Sistan, Afghanistan, từ thế kỷ VII. Cối xay gió này có trục thẳng đứng, có trục điều khiển thẳng dài với cánh quạt hình chữ nhật. Được làm từ sáu đến mười hai tấm buồm phủ trên chiếu sậy hoặc vật liệu vải, loại cối xay gió này được sử dụng để xay ngô và dẫn nước, và được sử dụng trong cối xay bột và công nghiệp mía đường. Cối xay gió trục nang sau này được sử dụng rộng rãi ở Bắc Âu để xay bột bắt đầu từ những năm 1180, và nhiều cối xay gió Hà Lan vẫn còn tồn tại. Năng lượng gió trên cao là trọng tâm của hơn 30 công ty toàn cầu bằng cách sử dụng công nghệ buộc thay vì những tháp gắn vào mặt đất. Dầu được tiết kiệm bằng cách sử dụng gió để cung cấp năng lượng cho thuyền chở hàng bằng cách sử dụng năng lượng cơ học chuyển đổi từ động năng gió của diều rất lớn.

### Giải trí

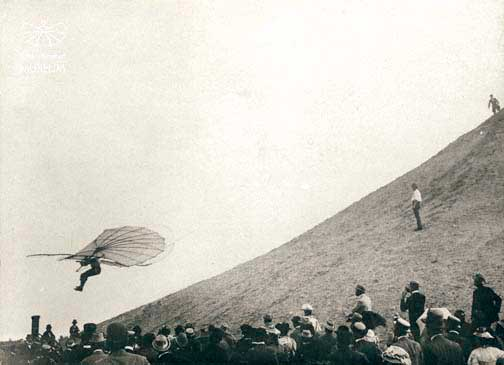
Otto Lilienthal đang bay

Gió xuất hiện nổi bật trong một số môn thể thao phổ biến, bao gồm diều lượn, bay khinh khí cầu, thả diều, bay diều tuyết, lướt ván diều, lướt sóng diều, dù lượn, đua thuyền buồm, và lướt gió.

## Gió đứt

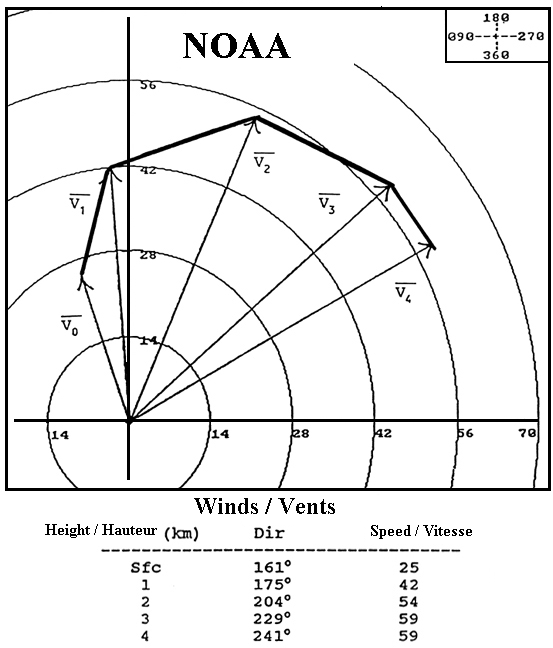
Giản đồ Hodograph của vectơ gió ở các độ cao khác nhau trong tầng đối lưu, được sử dụng để nhận biết gió đứt thẳng đứng.

Gió đứt (tiếng Anh: Wind shear) là một sự khác biệt về tốc độ và hướng gió trong một khoảng cách tương đối ngắn trong bầu khí quyển quả đất. Gió đứt khí quyển thường được phân tích thành 2 thành phần là gió đứt theo phương ngang và phương thẳng đứng. Gió đứt chiều dọc là sự thay đổi tốc độ gió hoặc hướng với sự thay đổi về độ cao. Gió đứt chiều ngang là sự thay đổi tốc độ gió với sự thay đổi vị trí chiều cho một độ cao nhất định.
Gió đứt là một hiện tượng khí tượng nhỏ xảy ra trong một khoảng cách rất nhỏ, nhưng nó có thể được kết hợp với các yếu tố đặc tính thời tiết quy mô trung bình hoặc lớn như đường cơn gió mạnh hoặc frông lạnh. Nó thường được quan sát gần các hệ thống gió mạnh gần mặt đất (downburst) hoặc nhỏ hơn (microburst) gây ra bởi các cơn dông, frông, các cơn bão, các khu vực có gió thấp cấp địa phương gọi là low level jet, gần núi, sự xâm nhập của bức xạ xảy ra do bầu trời trong lành và lặng gió, các tòa nhà, tuabin gió và thuyền buồm. Gió đứt có ảnh hưởng đáng kể đến việc điều khiển máy bay trong quá trình cất cánh và hạ cánh và là nguyên nhân chủ yếu gây ra các vụ tai nạn máy bay cướp đi sinh mạng của nhiều người ở Hoa Kỳ.
Sự chuyển động của âm thanh qua bầu khí quyển bị ảnh hưởng bởi gió đứt, có thể uốn cong mặt trước của sóng, làm cho âm thanh được nghe ở nơi mà chúng thường không thể, hoặc ngược lại. Gió đứt mạnh chiều dọc trong tầng đối lưu cũng ức chế sự phát triển của xoáy thuận nhiệt đới, nhưng giúp cấu tạo các cơn dông riêng lẻ vào các chu kỳ sống dài hơn mà sau đó có thể tạo ra thời tiết khắc nghiệt. Khái niệm gió nhiệt giải thích sự khác nhau về tốc độ gió ở các độ cao khác nhau phụ thuộc vào sự khác nhau về nhiệt độ theo chiều ngang và giải thích sự tồn tại của dòng tia (jet stream).

## Vai trò trong thế giới tự nhiên
Tại khí hậu khô, nguồn xói mòn chính là do gió.

### Xói mòn

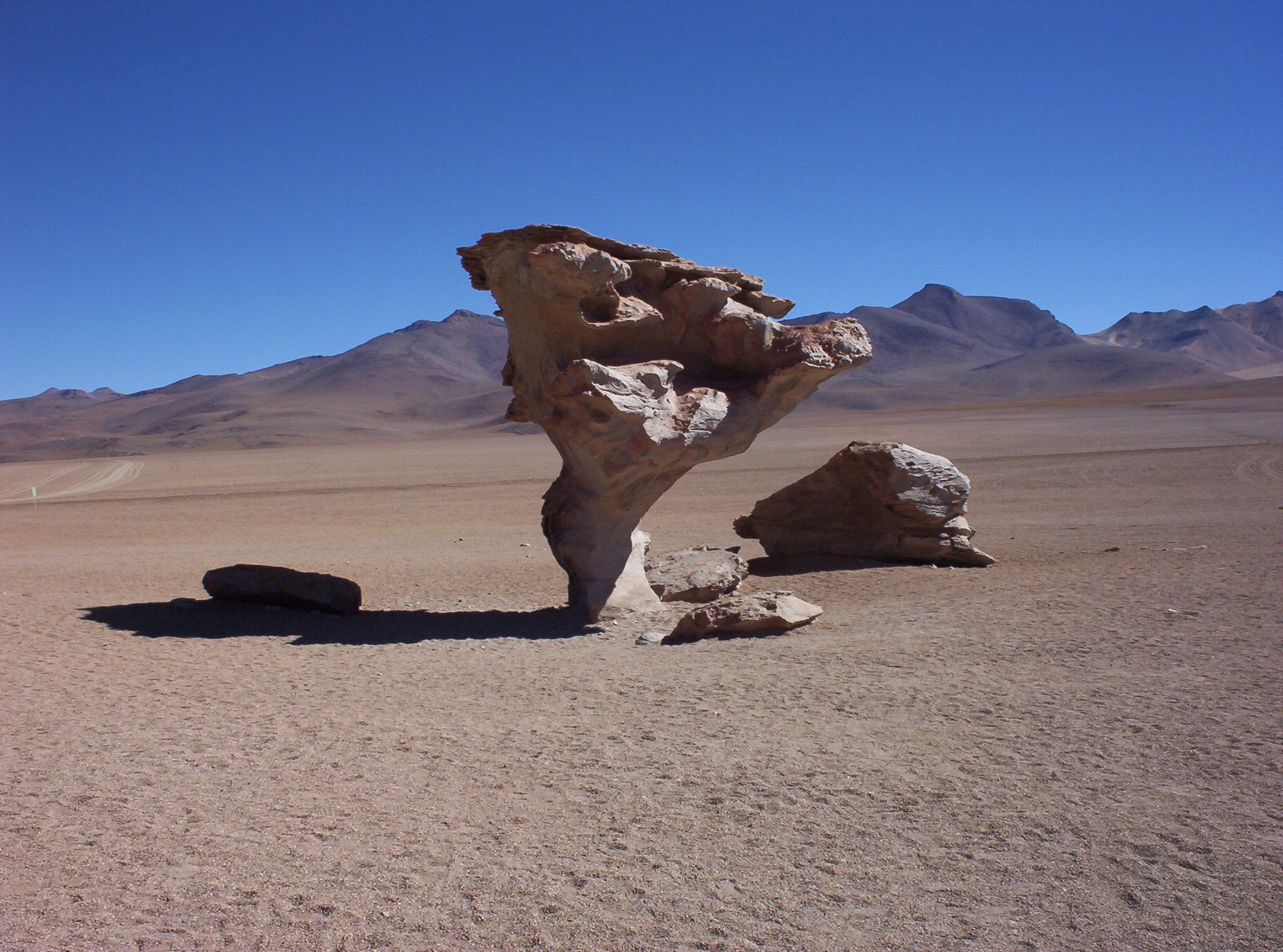
Một hệ tầng đá ở Altiplano, Bolivia, khắc bởi xói mòn gió

Xói mòn có thể là kết quả của dịch chuyển vật liệu bởi gió. Có hai hiệu ứng chính. Thứ nhất, gió khiến các hạt nhỏ được nâng lên và di chuyển đến vùng khác. Nó được gọi là sự thổi mòn. Thứ hai, những hạt lơ lửng có thể tác động vào các vật cứng tạo nên xói mòn bởi bào mòn (diễn thế sinh thái). Xói mòn gió thường xảy ra trong những khu vực có ít hoặc không có thực vật. Một ví dụ là sự hình thành của đụn cát, trên biển hoặc trong sa mạc. Hoàng thổ là một loại trầm tích đồng nhất, thường không phân tầng, rỗng, dễ vụn, hơi dính, thời có vôi, hạt mịn, có bùn, vàng nhạt, phong thành. Nó thường xảy ra theo kiểu lắng đọng dạng tấm trải ra mà bao phủ diện tích hàng trăm kilômét vuông và dày hàng chục mét. Hoàng thổ thường dốc hoặc thẳng. Hoàng thổ có xu hướng phát triển thành đất rất màu mở. Dưới điều kiện khí hậu thích hợp, khu vực có hoàng thổ là một trong những nơi có hiệu quả nông nghiệp nhất thế giới. Hoàng thổ lắng đọng tự nhiên không ổn định theo mặt địa chất, và sẽ dễ dàng xói mòn. Do đó, vật chắn gió (như là những bụi cây và cây lớn) và nông dân thường trồng cây lên để ngăn chặn hoàng thổ bị xói mòn gió.

### Dịch chuyển bụi sa mạc
Khoảng giữa hè (tháng 7 ở bán cầu bắc), gió mậu dịch di chuyển về phía tây ở phía nam rãnh cận nhiệt đới di chuyển về phía bắc mở rộng về phía tây bắc từ vùng Caribbe đến đông nam Bắc Mỹ. Khi bụi từ Sahara dịch chuyển quanh ngoại bên phía nam của rãnh trong vành đai gió mậu dịch di chuyển trên mặt đất, lượng mưa bị kìm lại và bầu trời thay đổi từ màu xanh da trời sang trắng, dẫn đến hoàng hôn đỏ hơn. Sự hiện diện của nó tác động xấu đến chất lượng không khí bằng việc thêm các hạt trôi nổi trên không. Hơn 50% lượng bụi châu Phi tới Hoa Kỳ ảnh hưởng đến Florida. Kể từ năm 1970, bùng nổ bụi đã trở nên trầm trọng hơn do các thời kỳ hạn hán ở châu Phi. Có một lượng lớn bụi chuyển đến Caribbe và Florida từ năm này qua năm khác. Hiện tượng bụi này có liên quan sự giảm số lượng rạn san hô dọc Caribbe và Florida, chủ yếu kể từ những năm 1970. Những chùm bụi tương tự bắt nguồn từ sa mạc Gobi, chúng kết hợp với các chất gây ô nhiễm, lan tỏa khoảng cách lớn theo gió, về hướng đông, đến Bắc Mỹ.
Có nhiều tên địa phương cho các loại gió gắn liền với bão cát và bụi. Gió Calima mang bụi trên gió đông nam đến quần đảo Canary. Gió Harmattan mang bụi trong mùa đông về vịnh Guinea. Gió Sirocco mang bụi từ châu Phi đến nam Âu do dịch chuyển của xoáy thuận ngoài vùng nhiệt đới qua Địa Trung Hải. Hệ thống bão mùa xuân di chuyển qua đông biển Địa Trung Hải mang bụi qua Ai Cập và bán đảo Ả Rập, nó được biết đến tại địa phương là Khamsin. Gió Shamal tạo ra bởi frông lạnh nâng bụi vào khí quyển một lần kéo dài vài ngày qua các quốc gia Vịnh Ba Tư.

### Tác dụng vào thực vật

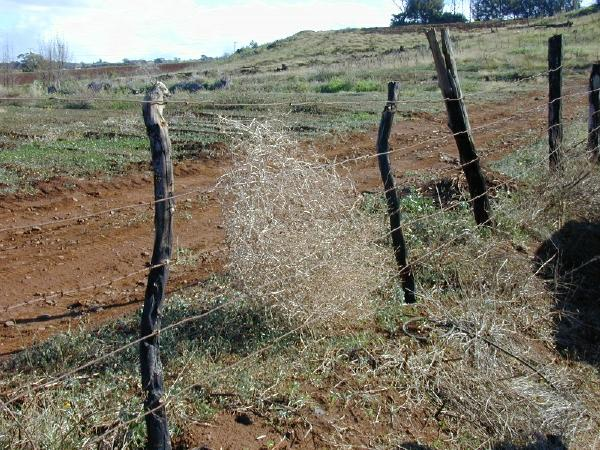
Cây cỏ lăn bị thổi vào hàng rào

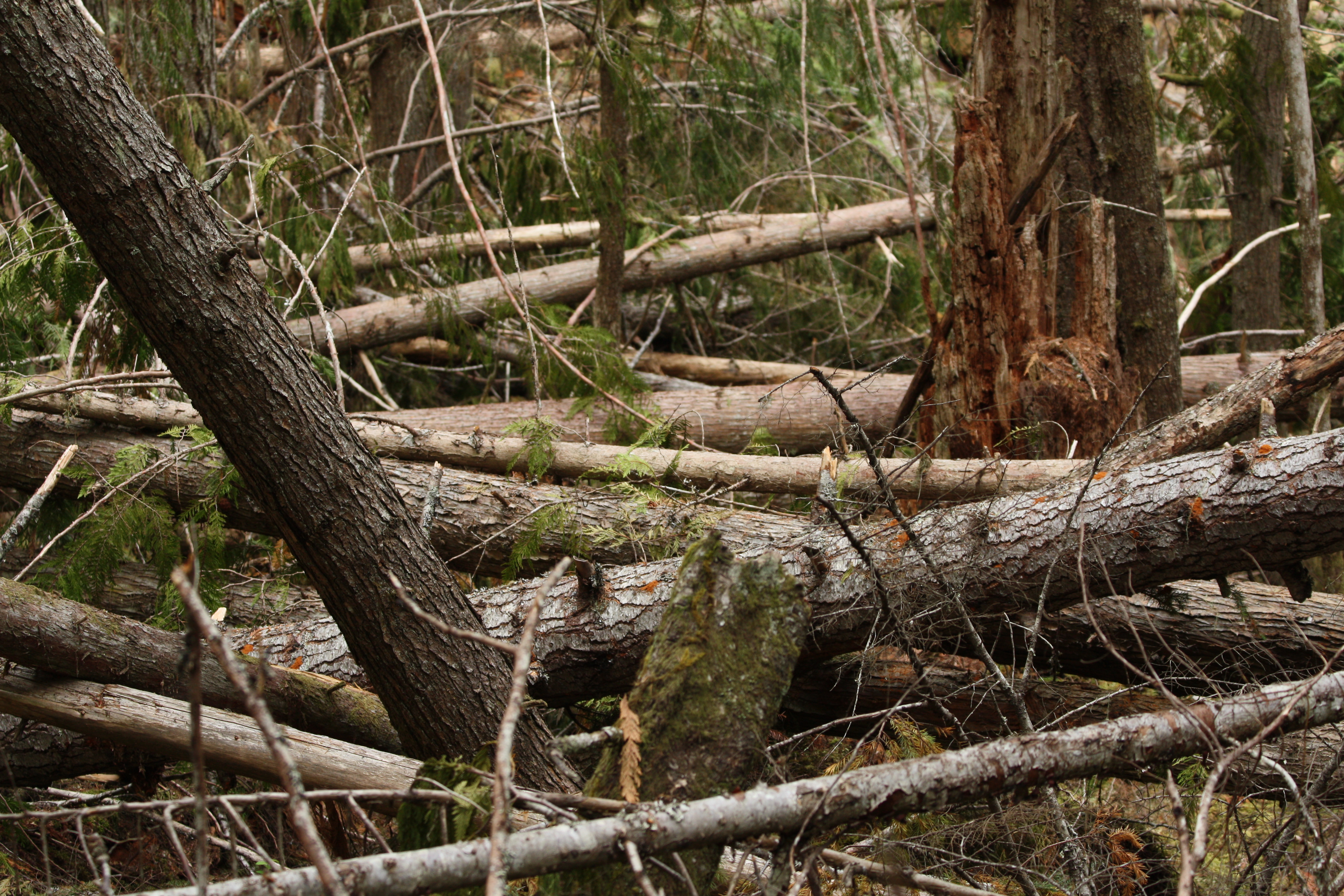
Ở rừng trên núi của Vườn quốc gia Olympic, gió thổi mở tán và tăng cường độ ánh sáng trên tầng dưới tán.

Gió phân tán hạt, hoặc thực vật phát tán nhờ gió, có thể có một trong hai hình thức cơ bảo: hạt có thể nổi trên gió hoặc hạt bị bắn xuống đất. Ví dụ cổ điển của cơ chế phân tán bao gồm bồ công anh (chi Địa đinh, họ Cúc), loại có một mào lông gắn với hạt và có thể phân tán qua khoảng cách dài, và cây phong (chi Phong, họ Bồ hòn), loại và hạt bị bắn xuống mặt đất. Một giới hạn quan trọng đối với phân tán gió là cần có lượng hạt dồi dào để tối đa hóa khả năng hạt rơi vào vị trí thích hợp để nảy mầm. Cũng có giới hạn phát triển lớn về cơ chế phân tán. Ví dụ, các loài thuộc họ Cúc trên đảo có xu hướng giảm khả năng phân tán (hạt lớn hơn và mào lông nhỏ hơn) so với các loài tương tự trên đất liền. Sự phụ thuộc vào phân tán gió phổ biến với nhiều loại thực vật cỏ dại hoặc cây mọc nới đổ nát. Các cơ chế phân tán gió không bình thường bao gồm cây cỏ lăn. Một quá trình liên quan đến thực vật phân tán nhờ gió là thụ phấn nhờ gió, nó là quá trình mà phấn hoa được phân tán bởi gió. Nhiều họ cây thụ phấn theo cách này, nó có hiệu quả khi nhiều cá thể một loài cây mọc gần nhau.
Gió cũng giới hạn sự phát triển của cây. Trên bờ biển và núi bị cô lập, hàng cây thường thấp hơn nhiều so với những cây ở độ cao tương ứng tại đát liền và ở hệ thống núi lớn, phức tạp hơn, bởi vì gió mạnh giảm sự phát triển của cây. Gió mạnh xới đi lớp đất mỏng qua quá trình xói mòn, cũng như phá hoại cành và nhánh cây. Việc gió mạnh làm đổ hoặc bật rễ cây có khả năng cao nhất trên dốc hứng gió của núi, với các trường hợp nghiêm trọng thường xảy ra với cây lớn hơn hoặc bằng 75 năm tuổi. Các giống cây gần bờ biển, như là picea sitchensis và nho biển, được xén bởi gió và muối biển.
Gió cũng có thể gây hư hại đến thực vật qua quá trình bào mòn cát. Gió mạnh sẽ nâng cát tơi và lớp đất cay và cuốn nó qua không khí với vận tốc khoảng từ 25 dặm Anh trên giờ (40 km/h) đến 40 dặm Anh trên giờ (64 km/h). Cát thổi bởi gió như vậy gây ra tổn hại lớn đến cây trồng từ hạt bởi vì nó làm nứt tế bào thực vật, làm chúng dễ bị tổn hại do bốc hơi và hạn hán. Bằng cách sử dụng thiết bị phun cát cơ học trong bối cảnh phòng thí nghiệm, các nhà khoa học liên kết với Cục Nghiên cứu Nông nghiệp Hoa Kỳ nghiên cứu hiệu ứng của bào mòn cát do gió lên cây bông giống. Nghiên cứu chỉ ra rằng cây giống phản ứng với tổn hại tạo ra bởi bào mòn cát bằng cách dịch chuyển năng lượng từ sự phát triển thân và rễ sang sự phát triển và tu sửa thân bị hư hại. Sau một quá trình bốn tuần sự phát triển của cây giống một lần nữa đồng nhất trên toàn cây, như lúc trước khi bào mòn cát xảy ra.

### Tác dụng vào động vật
Gia súc và cừu dễ bị lạnh do sự kết hợp giữa gió và nhiệt độ lạnh, khi gió vượt quá 40 kilômét trên giờ (25 mph), khiến lông và lớp len phủ của chúng trở nên không hiệu quả. Mặc dù chim cánh cụt sử dụng cả lớp mỡ và lông vũ để giúp bảo vệ bản thân khỏi cái lạnh do cả nước và không khí, chân chèo và chân của chúng ít miễn dịch với cái lạnh hơn. Ở những nơi khí hậu lạnh nhất như châu Nam Cực, cánh cụt hoàng đế có biểu hiện rúc vào nhau để tồn tại với gió và cái lạnh, liên tục thay đổi thành viên ở bên ngoài của nhóm, giúp giảm 50% sự mất nhiệt. Côn trùng bay, một tiểu nhánh của động vật Chân khớp, bị cuốn đi bởi gió, trong khi chim được hưởng lợi từ gió, kể cả bay hoặc lượn. Như vậy, các họa tiết đường nét trong hình ảnh từ radar thời tiết, gắn liền với gió hội tụ, cho kết quả chủ yếu là côn trùng. Chim di trú, thường xảy ra qua đêm ở độ cao thấp nhất 7.000 foot (2.100 m) của khí quyển Trái Đất, làm hỏng dữ liệu thu được từ radar thời tiết, đặc biệt là WSR-88D, bằng cách tăng kết quả gió từ 15 hải lý trên giờ (28 km/h) đến 30 hải lý trên giờ (56 km/h).

### Tạo ra âm thanh
Gió tạo ra âm thanh. Sự dịch chuyển của không khí khiến dịch chuyển các vật tự nhiên, như lá hay cỏ. Những vật này sẽ tạo ra âm thanh nếu chúng chạm vào nhau. Kể cả gió nhẹ sẽ tạo ra tiếng ồn môi trường mức độ nhẹ. Nếu gió thổi mạnh hơn, nó có thể tạo ra âm thanh với tần số khác nhau. Điều này có thể tạo ra bởi gió thổi trên lỗ hổng, hoặc bởi các xoáy khí được tạo ra phía dưới một vật thể. Đặc biệt trên nhà cao tầng, nhiều phần cấu trúc có thể gây ra tiếng ồn khó chịu tại một số điều kiện gió. Ví dụ là ban công, lỗ thông gió, lỗ mái nhà hoặc dây cáp.

## Tác hại
Tác hại của gió là một đợt gió từ cấp 7 và nhiều hơn nữa sẽ khiến cho những người đi bộ ngoài đường phải rất khó khăn vì phải cản lại sức gió, ở những cơn gió từ cấp 9 trở lên có thể khiến cho tốc các mái nhà. Còn ở vòi rồng thì tác hại của nó gấp nhiều lần các tác hại vừa rồi, một cơn vòi rồng có thể sẽ khiến một ngôi nhà tung ra khỏi móng, phá hủy giao thông thậm chí là chết người, gây thiệt hại rất nhiều.

## Gió trong vũ trụ

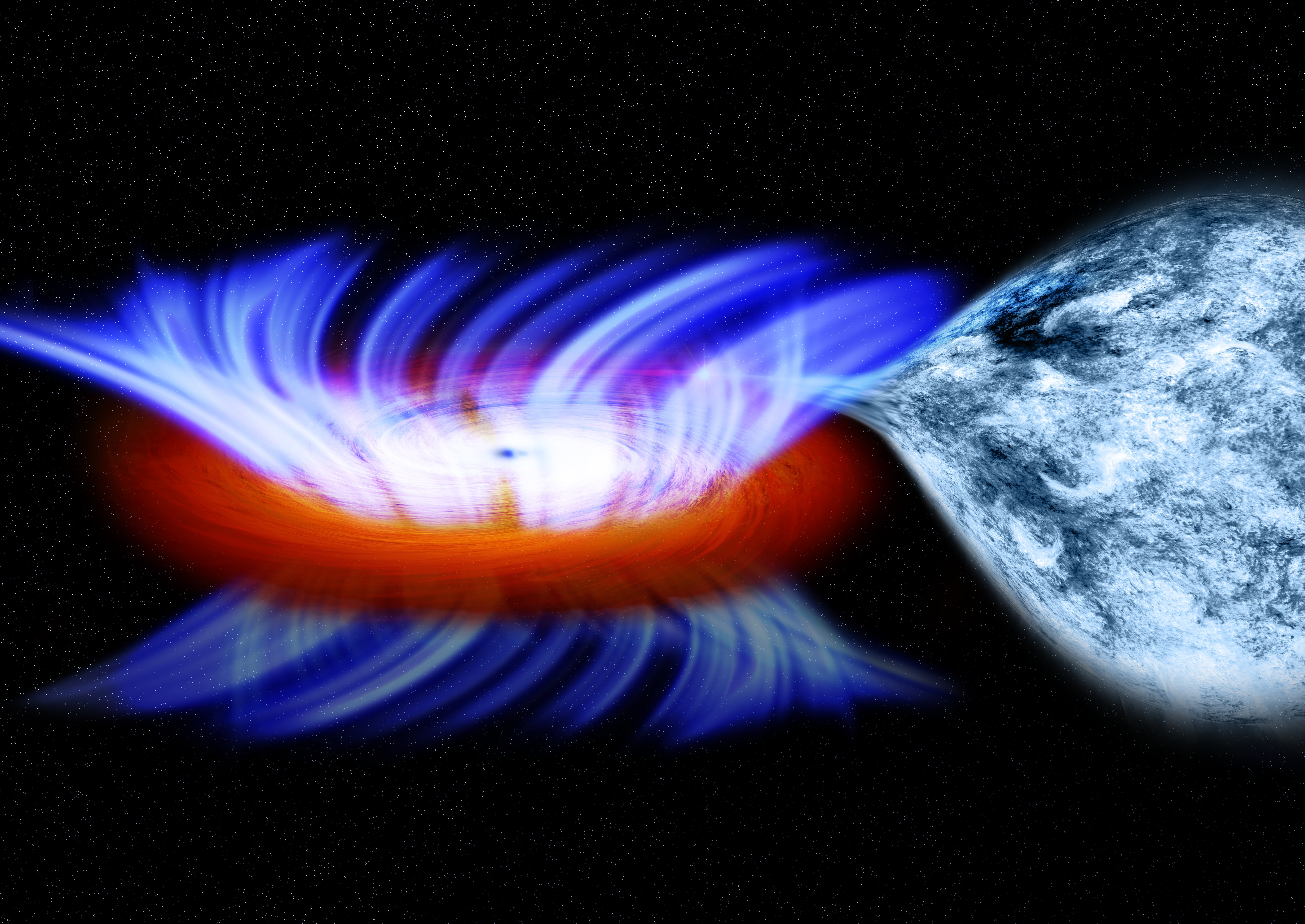
Lỗ đen khối lượng sao IGR J17091-3624

Gió Mặt Trời hơi khác với gió mặt đất, nó có nguồn gốc từ Mặt Trời, và nó được tạo thành từ các hạt mang điện thoát ra khỏi khí quyển Mặt Trời. Tương tự với gió Mặt Trời, gió hành tinh tạo thành từ khí nhẹ thoát ra khỏi khí quyển các hành tinh. Qua khoảng thời gian dài, gió hành tinh có thể thay đổi một cách triệt để thành phần của khí quyển các hành tinh.
Cơn gió lớn nhất từng được ghi nhận đến từ đĩa bồi tụ của hố đen IGR J17091-3624. Vận tốc của nó là 20.000.000 dặm Anh một giờ (32.000.000 km/h), bằng 3% vận tốc ánh sáng.

### Gió hành tinh

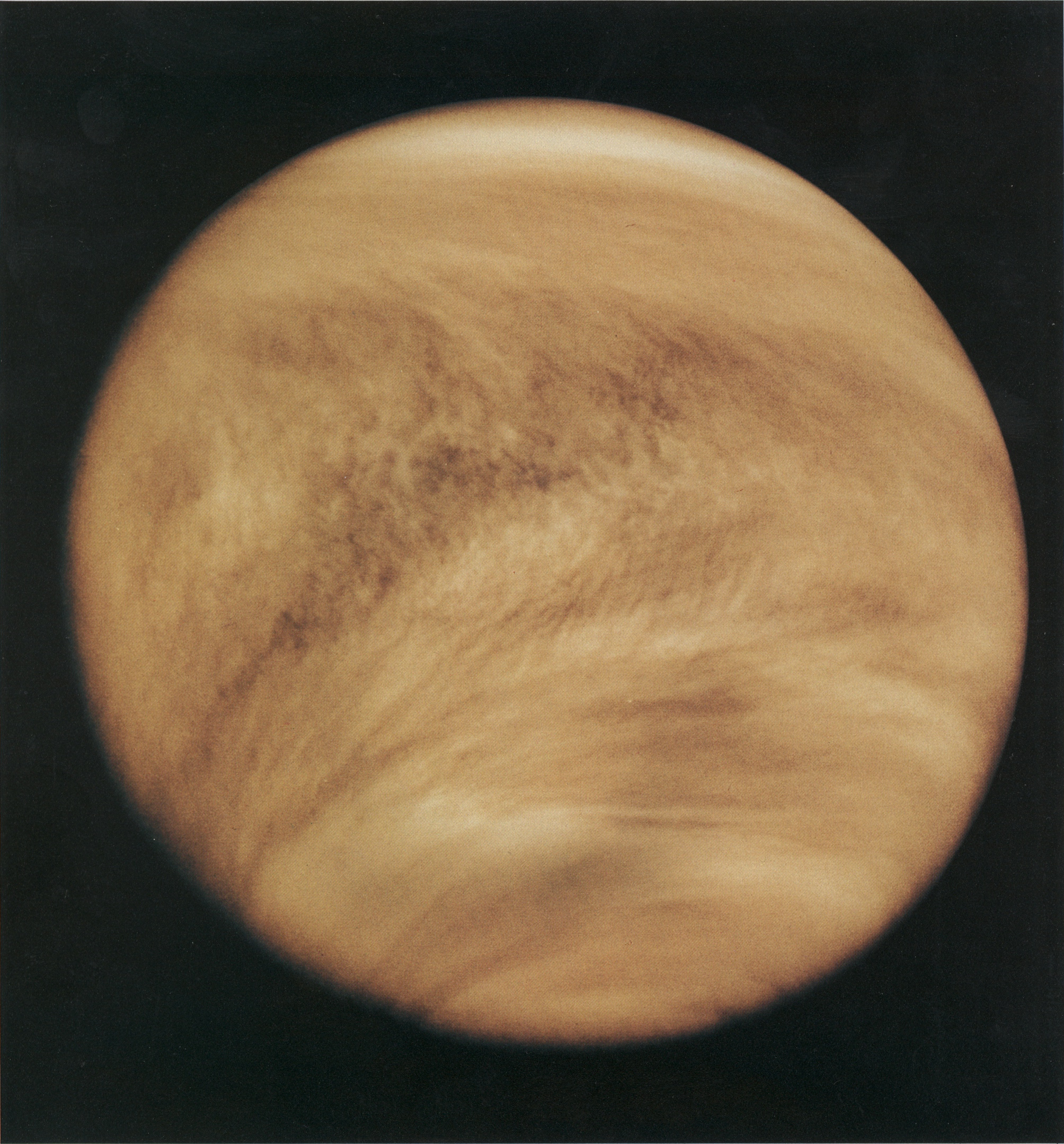
Tương lai có thể xảy ra đối với Trái Đất do gió hành tinh: Sao Kim

Gió thủy động lực học trong phần trên của khí quyển hành tinh cho phép các nguyên tố hóa học nhẹ như hiđrô di chuyển lên đáy tầng ngoài, giới hạn dưới của tầng ngoài, nơi khí có thể đạt tới vận tốc thoát ly, đi vào vũ trụ mà không tác động đến các hạt khí khác. Việc mất khí từ một hành tinh vào vũ trụ này được gọi là gió hành tinh. Quá trình này trải qua thời gian địa chất khiến các hành tinh nhiều nước như Trái Đất phát triển thành các hành tinh như sao Kim. Ngoài ra, hành tinh với khí quyển dưới nóng hơn có thể gia tốc tốc độ mất hiđrô.

### Gió Mặt Trời

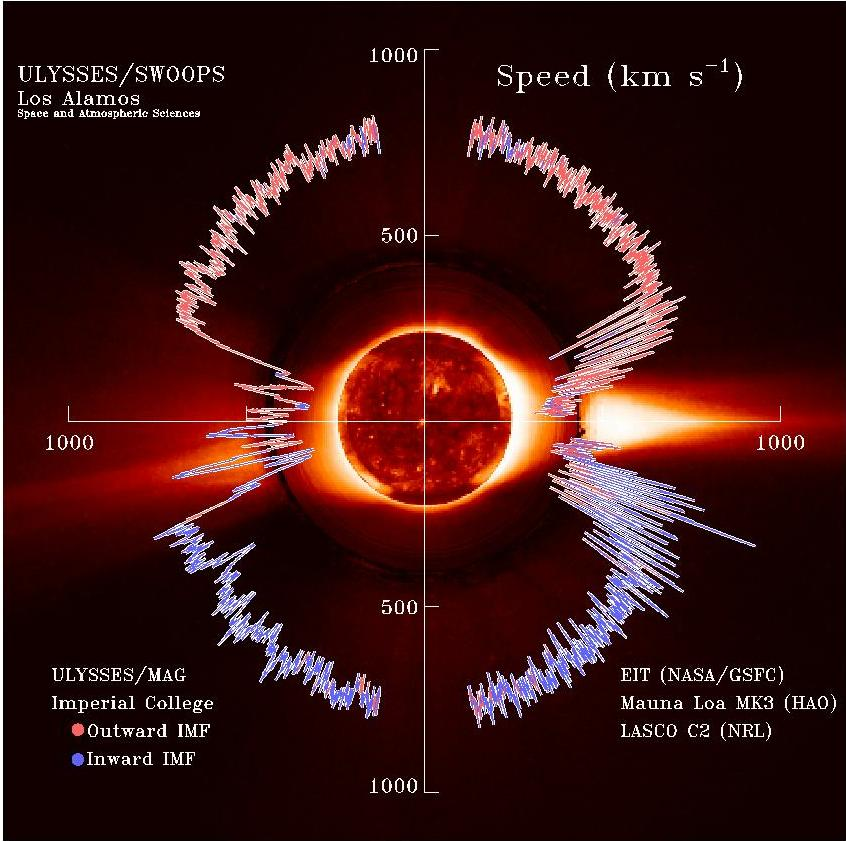
Ghi nhận của Ulysses về gió Mặt Trời

Thay vì khí, gió Mặt Trời là một dòng hạt mang điện—plasma—phát ra từ tầng khí quyển trên của Mặt Trời với tốc độ 400 kilômét trên giây (890.000 mph). Nó chủ yếu bao gồm electron và proton với năng lượng khoảng 1 keV. Dòng hạt thay đổi theo nhiệt độ và vận tốc qua thời gian. Những hạt này có thể thoát khỏi trọng lực của Mặt Trời, một phần bởi vì nhiệt độ cao của vành nhật hoa, nhưng cũng bởi vì động năng cao mà các hạt đạt được qua một quá trình mà chưa được hiểu rõ. Gió Mặt Trời tạo ra nhật quyển, một bong bóng lớn ở môi trường liên sao xung quanh Hệ Mặt Trời. Các hành tinh cần có từ trường lớn để giảm sự điện ly của khí quyển trên bởi gió Mặt Trời. Các hiện tượng khác tạo ra bởi gió Mặt Trời bao gồm bão từ mà có thể hạ lưới điện của Trái Đất, hiện tượng cực quang như là Northern Lights, và đuôi plasma của sao chổi luôn hướng về phía Mặt Trời.

## Trên các hành tinh khác
Gió mạnh 300 kilômét trên giờ (190 mph) tại những đám mây cao trên sao Kim xoay quanh hành tinh này mỗi bốn đến năm ngày Trái Đất. Khi các cực của sao Hỏa được ánh nắng Mặt Trời chiếu vào sau mùa đông, CO2 đông lạnh thăng hoa, tạo ra lượng gió đáng kể quét qua các cực nhanh tới 400 kilômét trên giờ (250 mph), sau đó chúng vận chuyển một lượng lớn bụi và nước bốc hơi qua phong cảnh của nó. Các loại gió sao Hỏa khác tạo ra các sự kiện dọn sạch và lốc cát.

Khí quyển Sao Kim
Khí quyển Sao Hỏa, chụp bởi Curiosity (tàu thăm dò)
Dòng tia và một số luồng xoáy của Sao Mộc. Đường màu xanh lá cây nhạt chỉ dòng tia ở rìa nam của Đới Xích đạo. Đường màu vàng là đường biên của luồng xoáy Vết Đỏ Lớn. Các đĩa nhiều màu bị kéo dài và méo dần đi vì gió thổi trong dòng tia minh họa cho sự đối lưu của khí quyển dưới tác động của dòng tia.
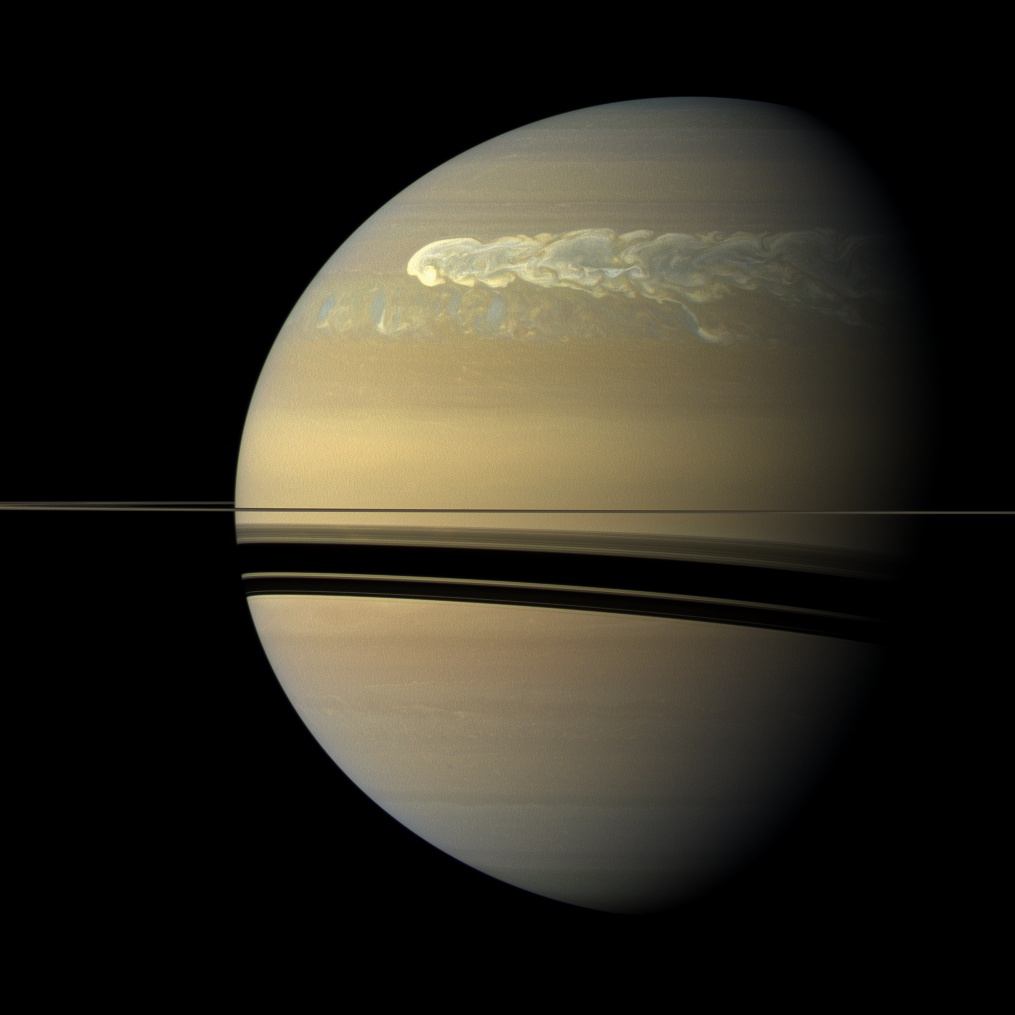
Vệt Trắng Lớn trên Sao Thổ